# Kazakhs
Vous lisez un « bon article » labellisé en 2016.
Cet article concerne le peuple kazakh. Pour la langue kazakhe, voir Kazakh.
Ne doit pas être confondu avec Cosaques, Khazars ou Kazakhstanais.
Les Kazakhs (en kazakh, écriture cyrillique : Қазақ  ; alphabet arabe : قازاق ; alphabet latin : Qazaq ; on trouve aussi la dénomination Kazaktars, alphabet cyrillique : Қазақтар  ; écriture arabo-turque : قازاقتار ; en mongol : ᠬᠠᠰᠠᠭ, VPMC : Qasag, cyrillique : Хасаг, MNS : Khasag ; en chinois : 哈萨克族 ; pinyin : hāsàkè zú) sont un peuple turcique habitant majoritairement le Kazakhstan (voir Démographie du Kazakhstan) et les régions frontalières des pays limitrophes, notamment la Russie (en particulier les oblasts d'Astrakhan et d'Orenbourg), la Mongolie (principalement l'aïmag de Bayan-Ölgii où ils forment environ 90 % de la population), l'Ouzbékistan, le Kirghizistan et la Chine (surtout la préfecture autonome kazakhe d'Ili). Les Kazakhs parlent le kazakh, ainsi que le russe.
L'ethnogenèse du peuple kazakh est complexe. Elle tire ses origines des peuples turciques et tribus mongoles médiévales, dont les Argyns, les Doulats, les Naïmans, les Djalayirs, les Khazars et les Karlouks, ainsi que des Coumans ; d'autres peuples ont pris part à la formation du peuple kazakh, comme les Huns, les Sarmates, les Sakas et les Scythes, qui vécurent sur les territoires compris entre la Sibérie et la mer Noire entre les Ve et XIIIe siècles. Le Khanat kazakh, première émanation politique du peuple kazakh, ne s'est véritablement formé qu'au XVe siècle. Sous domination russe à partir du XVIIIe siècle, les Kazakhs sont intégrés au XXe siècle à l'URSS, qui eut un impact considérable sur eux, leur imposant en particulier des transformations linguistiques et culturelles, mais affectant aussi leur démographie (voir famines de 1919-1922 et 1932-1933 au Kazakhstan). Le Kazakhstan indépendant, dont l'ethnie kazakhe compose la majeure partie des citoyens kazakhstanais, mène depuis 1991 une politique de renaissance des traditions kazakhes, et a rapatrié une partie de la diaspora kazakhe sur son territoire.
La culture kazakhe, d'origine turcique, a reçu l'influence de l'islam (religion majoritaire parmi les Kazakhs), puis de la culture mongole, russe et du soviétisme. Bien que cette spécificité ait tendance à s'éroder de nos jours, la structure de la société est clanique, et la plupart des Kazakhs appartiennent à une des trois jüz.

## Graphie et origine du nom «Kazakh»

### Autres appellations
Les Kazakhs ont porté d'autres appellations : ils étaient connus sous le nom de Kirghizes ou de Kirghiz-Kazakhs (ou Kirghiz-Kaïssaks) par les Russes au XVIIIe siècle, puis de Kazaki vers 1920.

### Graphie
En français, diverses graphies du nom « Kazakh » sont rencontrées :
- Kazakh (féminin : Kazakhe ; masculin pluriel : Kazakhs ; féminin pluriel : Kazakhes) correspond à une transcription du russe Казах. C'est la graphie la plus souvent rencontrée en français. Certains auteurs ne marquent pas la différence entre le masculin et le féminin de Kazakh (ex : « une ville kazakh ») ;
- Kazak (féminin : Kazake ; masculin pluriel : Kazaks ; féminin pluriel : Kazakes) correspond à une transcription du kazakh Қазақ. On la trouve moins souvent en français, mais elle est assez fréquente en anglais. Cette graphie est utilisée au Kazakhstan dans les transcriptions en caractères latins (sur les timbres, par exemple) ;
- Qazaq (généralement invariable) est la moins usitée des graphies. C'est pourtant celle qui tente de se rapprocher le plus de la véritable prononciation du nom « Kazakh ». En effet, le Қ de Қазақ ne correspond pas exactement au phonème [k] mais plutôt au phonème [q] (que l'on retrouve en arabe dans qurʾān).

En France, « Kazakhs » est aussi la désignation officielle de tous les habitants du Kazakhstan, quelle que soit leur origine. Cette désignation est néanmoins ambiguë et le gentilé « Kazakhstanais » lui est parfois préféré.

### Origine
Les Kazakhs (peuple turcique d'Asie centrale) ne peuvent être confondus avec les Cosaques (populations d'origine essentiellement slave). Il semble cependant que les deux noms de ces deux peuples cavaliers aient une origine commune et viendraient du turc.
Plusieurs théories s'opposent quant à la signification de ce terme :
- le terme de qazaq, originaire des langues turques signifierait « libre » ou « fuyard »[cf 1] ; il pourrait donc s'appliquer aussi bien aux Cosaques, populations ayant fui leurs terres d'origine pour s'organiser et vivre librement aux confins de l'empire russe, qu'aux Kazakhs, peuple nomade et indépendant ;
- qazaq désignerait, dans les langues turques toujours, une veste de cavalier. Ce mot a donné en français « casaque[A 5] » ; les Kazakhs étant, à l'origine, des cavaliers, il se peut que ce terme ait été utilisé pour les désigner.

## Origine et histoire du peuple kazakh

### Protohistoire
Il y a peu de sources sur l'origine ou la formation des Kazakhs. Les principales sources sont les légendes orales de ce peuple et les observations et enregistrements des émissaires et officiels russes qui ont voyagé parmi les Kazakhs au XVIIIe siècle.
Depuis l'Antiquité, la carte ethnique du territoire de ce qui représente le Kazakhstan actuel a eu une forme variable, les tribus et peuples la composant ont eu des origines variées et ont laissé leurs traces dans l'ethnogenèse des Kazakhs actuels. La bande steppique septentrionale d'Asie centrale a historiquement été témoin d'une des premières formes de civilisation au monde : l'économie pastorale nomade. Une des découvertes les plus significatives de l'époque du Néolithique dans la région d'Asie centrale a été la domestication du cheval. L'âge du bronze y présente des restes de la culture d'Andronovo, qui date des XIIe – XVIIIe siècles av. J.-C..
Les premiers témoignages écrits au sujet des peuples ayant occupé le territoire du Kazakhstan actuel remontent au Ier millénaire av. J.-C.. Hérodote, dans ses Histoires, décrit les Sakas (VIIe – IIIe siècles av. J.-C., des Scythes) et rappelle leur voisinage avec les Achéménides, mais aussi leur lutte avec l'envahisseur perse, en particulier les rois Cyrus le Grand et Darius Ier. Tomyris, reine des Massagètes (Sakas du sud), mit fin au règne de Cyrus en 530 av. J.-C..
Du IIe siècle av. J.-C. à notre ère, les peuples des Wusun et de Kangju ont joué un rôle essentiel dans cette région. Vers 160 av. J.-C., les peuples turcs,,, Wusun ont migré depuis le Nord-Est du Turkestan sur les terres des Sakas au Jetyssou. C'est à peu près à ce moment-là, sur le cours inférieur et moyen du Syr-Daria, que s'est formé l'État Kangju. Ces peuples ont laissé leurs traces dans l'ethnogenèse des Kazakhs, et leurs noms se trouvent encore de nos jours parmi les tribus de la grande jüz, par exemple les clans Kanly et Sary-ouïsyn.
Du IIe – Ier siècles av. J.-C., les peuples turcs Xiongnu se sont installés sur le territoire du Kazakhstan depuis les steppes septentrionales jusqu'à la Chine,,. Selon les écrits de l'historien chinois Sima Qian, un changement radical de la situation générale en Asie centrale s'est produit pendant la période des Royaumes combattants, c'est-à-dire entre 403 et 221 av. J.-C.. Ce changement est lié à la formation du premier empire nomade d'Asie centrale, qui a été créé par l'alliance des Xiongnus ou des Huns. La première mention écrite historique des Xiongnus remonte à la fin du IIIe siècle avant notre ère, quand ce peuple a marché de façon spectaculaire sur la Chine. Du IIIe siècle av. J.-C. à notre ère, ses attaques contre la Chine se sont intensifiées, ce qui a mené les empereurs chinois à édifier la Grande Muraille.
Vers 51, l'empire xiongnu a été divisé en deux parties : les Xiongnu du sud ont reconnu la souveraineté chinoise, et ceux du nord ont conservé leur indépendance, mais ont été refoulés en Asie centrale. Par la suite, ce groupe de Xiongnu a formé son propre État, et vers 376, s'est étendu jusqu'aux frontières de l'Empire romain ; les sources occidentales les mentionnent alors sous le nom de « Huns ». L'hypothèse que les Huns proviennent au moins en partie des Xiongnu d'Asie centrale est controversée, mais semble malgré tout fondée.

### Moyen Âge
Après la chute de l'empire des Huns, les Göktürks prirent place dans l'arène historique de l'Eurasie et fondèrent au milieu du VIe siècle l'un des plus grands empires d'Asie, qui s'étendait de la mer Noire à la mer Jaune. Originaires de l'Altaï, les Göktürks étaient descendants des Huns. Selon les chroniques chinoises, les Göktürks descendent directement des Xiongnu, qui s'étaient implantés dans l'Altaï pendant les invasions barbares, mais ce fait est contesté. Les historiens chinois ont dressé un parallèle entre les coutumes et traditions des Xiongnus et des Göktürks, qui tend à confirmer cela. L'importance des Göktürks a commencé à se manifester à l'arrivée au pouvoir de Bumin en 545. Au printemps 552, les Göktürks, alliés avec les Chinois, portèrent une attaque foudroyante contre les Ruanruan, mettant ainsi fin à la relation de vassalité qu'ils avaient envers eux, et donnant naissance au Khaganat turc. En 603, le Khaganat turc fut divisé en deux : le Khaganat turc oriental et le Khaganat turc occidental. Ce dernier s'étendait sur le territoire du Kazakhstan actuel, mais aussi sur l'Asie centrale, la Ciscaucasie, la Crimée, l'Oural, et la vallée de la Volga. Le noyau ethnopolitique du Khanagat était constitué des « dix flèches » composées de cinq peuples nouchibi (en) et de cinq peuples doulo. L'ethnonyme doulo est similaire à celui des Doulats, qui est connu de nos jours car faisant partie des tribus de la grande jüz. Le Khaganat turgesh (704-756) issu du Khaganat turc est caractérisé par des guerres permanentes avec les Chinois, mais aussi par la conquête musulmane de l'Asie centrale.
Avec l'arrivée des Samanides, les populations sédentaires agraires d'Asie centrale s'islamisèrent au cours des IXe et Xe siècles, et un grand changement intervint dans la culture des Turcs. L'ancienne écriture turque fut remplacée par l'alphabet arabe, de nombreux mots arabes furent introduits dans le lexique, et la société utilisa le calendrier hégirien ; des fêtes religieuses s'inscrivirent dans les coutumes, et les funérailles furent accomplies selon les rites musulmans. Après sa chute, plusieurs États se disputèrent les restes du Khanagat turgesh : l'État oghouze, le Khanagat Karlouk et le Khaganat Kimek. Au milieu du VIIIe siècle, une guerre eut lieu entre les Karlouks et les Oghouzes pour la succession des Turgeshs. Les Oghouzes perdirent et se replièrent le long du Syr-Daria, où ils formèrent l'État oghouze, et les Karlouks restèrent au Jetyssou où ils fondèrent un État protoféodal, le Khanagat karlouk. Les peuples oghouzes ont laissé des traces significatives pour l'histoire ethnique des Kazakhs dans la vallée du Syr-Daria, au bord de la mer d'Aral et au nord de la mer Caspienne. Les Karlouks furent constamment en guerre contre les Arabes et les Samanides, qui menaient une « guerre sainte » contre les Turcs. En 940, après que le dernier Khagan karlouk eut été renversé à Balasagun par Satuq Bughra Qara-Khan, la dynastie des Qarakhanides prit le pouvoir au Jetyssou. Vers la fin du Xe siècle, Satuq Bughra Qara-Khan se convertit à l'islam et prit le nom d'Abd al-Karim : les Qarakhanides furent la première dynastie turque à instituer l'islam comme religion d'État.
Au début du XIe siècle, les Coumans migrèrent depuis la vallée de la Volga jusque dans les steppes voisines de la mer Noire, chassant les Petchénègues et les Torks qui y résidaient. Ensuite, ils traversèrent le Dniepr et atteignirent le cours inférieur du Danube, se rendant maîtres de la steppe pontique du Danube à l'Irtych (voir Coumanie). Après l'invasion mongole de l'Europe de Batu en 1237, les Coumans cessèrent d'exister en tant qu'union politique indépendante, mais constituèrent la plus grande partie de la population turque de la Horde d'or, qui a contribué à la naissance des Kazakhs.
L'année 1218 voit le début de l'invasion des steppes, puis de la Transoxiane, par l'alliance des peuples turcs Khongirad, Naïmans, Merkit et Khitans, dont provient Gengis Khan lui-même, sous la direction du fils de Gengis Khan Djötchi. Les Coumans commencèrent par s'opposer à Djötchi, mais finirent par se joindre à lui, certains volontairement et d'autres après avoir été vaincus. La steppe turque se retrouva sous la domination des trois oulous mongoles, à la tête desquelles se trouvaient les fils de Gengis Khan. Le petit-fils de Gengis Khan Batu fonda sur le cours inférieur de la Volga la Horde d'or. Le petit groupe de dirigeants mongols fut vite assimilé au sein des peuples turcs locaux.
La majeure partie de la Horde était composée de peuples turcs de différentes origines, surtout de Coumans, mais aussi de Kanglis (en), de Naïmans, de Kéraït, de Khongirad et encore d'autres. L'ambassadeur du pape Guillaume de Rubrouck, en généralisant, les désigna tous sous le même nom : « Tatars ». Une grande partie des coutumes de la Horde décrites par Rubrouck en 1253 existent encore chez les Kazakhs de nos jours. Les lois de la vie nomade ont commencé à être régies par la Yassa de Gengis Khan adaptée aux spécificités du peuple. Par la suite, la Yassa a aussi servi de base pour élaborer le code de lois kazakh « Jeti Jargy » (qui signifie sept codes). Sous le règne d'Özbeg (1313-1341) et de son fils Djanibeg (1342-1357), la Horde d'or atteint son apogée. Au début des années 1320, Özbeg fit de l'islam la religion d'État. À partir de 1360, une série de changements politiques affaiblit la Horde d'or, qui finit par disparaître en 1502.

### Khanat kazakh (1465-1847)

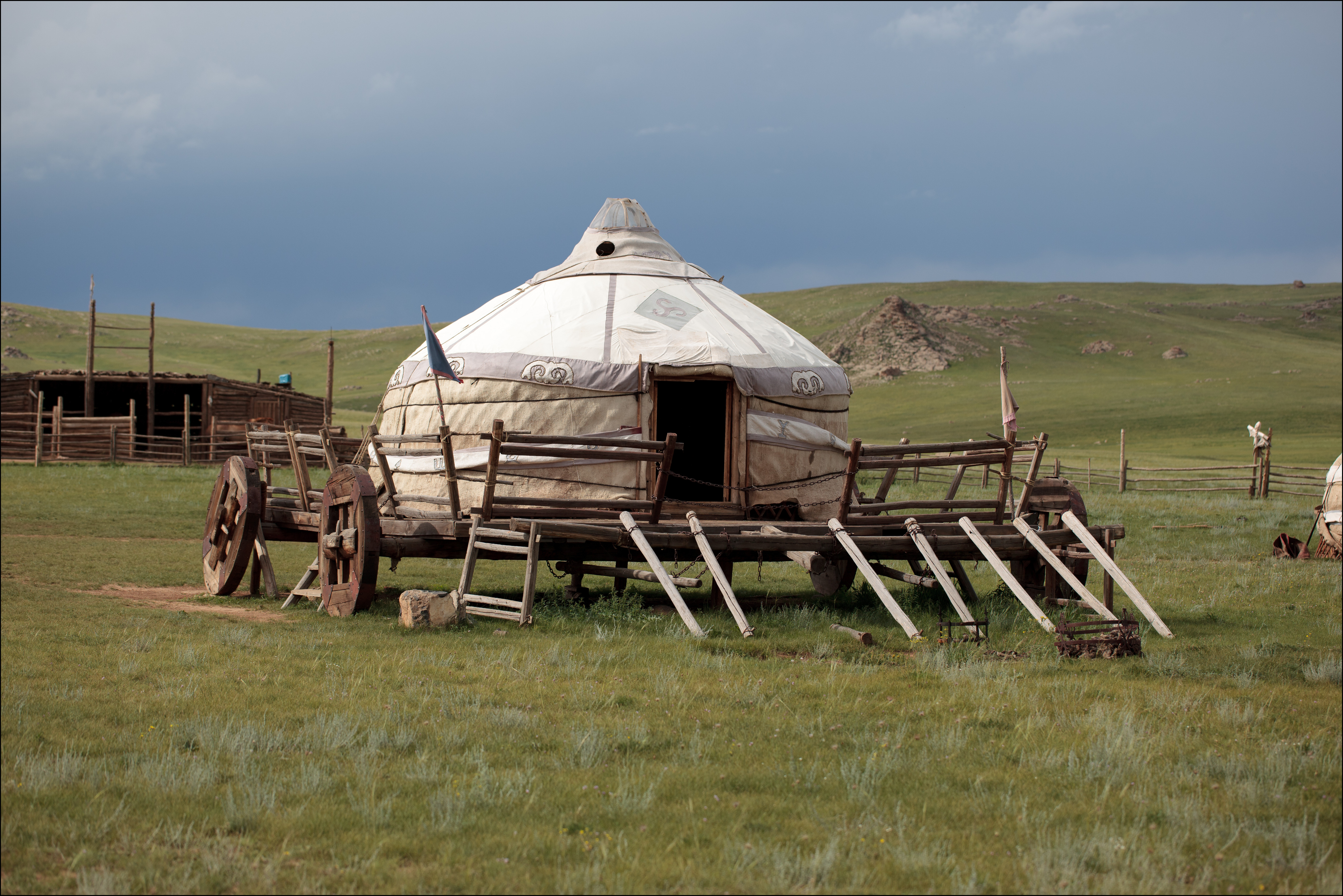
Yourte sur chariot kazakhe, généralement réservée au khan, appelée Ger tereg en mongol.

Après la mise en déroute de la Horde d'or en 1389 par Tamerlan, celle-ci se divisa en deux branches : la branche occidentale devint la Horde blanche, s'étendant entre la Volga et le Don, et la branche orientale la Horde bleue, qui se divisèrent à leur tour, donnant naissance entre autres à la Horde Nogaï entre 1426 et 1460 sur les terres de l'actuel Kazakhstan occidental, et à l'éphémère Khanat ouzbek dans la vallée du Syr-Daria en 1428. En 1456, mécontents de la politique sévère du khan ouzbèke Abu-l-Khayr, les sultans Janibek et Kereï migrèrent avec leurs clans à l'ouest du Syr-Daria, au Mogholistan, où ils formèrent le Khanat kazakh en 1465, selon le chroniqueur Mirza Haidar. La période qui suivit contribua à consolider l'unité des peuples turco-mongols en une nation kazakhe. Kassym Khan (en) (1445-1521) parvint à unifier sous son égide les peuples restants de la Coumanie orientale, et à étendre son territoire de l'Irtych à l'Oural en combattant les Ouzbeks de Transoxiane au Sud et la Horde Nogaï à l'ouest. Sous Kassym Khan, la population de Kazakhs atteint un million de personnes.
Au début des années 1530, une guerre interne au Khanat kazakh (ru) éclata entre les petits-fils de Janibek Khan. Khak-Nazar Khan (ru), fils de Kassym Khan, en sortit vainqueur. Khak-Nazar (règne de 1538 à 1580) poursuivit la politique de consolidation du Khanat kazakh, et prit le Jetyssou au Mogholistan et les steppes de Saryarka (en) à la Horde Nogaï. Vers la fin du XVIe siècle, Tachkent fut annexée au Khanat kazakh par Taouekel Khan, et devint sa capitale plus tard. Essim Khan mena une réforme cruciale du système politique du gouvernement kazakh ; au début du XVIIe siècle, à la place du système d'oulous, l'organisation en jüz fut mise en place.
Au début du XVIIe siècle, un nouvel État mongol, le Khanat dzoungar, se forma en Dzoungarie, entre le Tian shan et l'Altaï. À partir de ce moment, une guerre de plus de 100 ans opposa les Kazakhs à ce nouvel État. Les Kazakhs perdirent au combat et au cours des invasions destructrices des Dzougars plus d'un million de personnes, et plus de deux cent mille Kazakhs furent faits captifs. Le raid dzoungar de 1723 est qualifié de « Grand désastre » (kazakh : Актабан шубырынды). Jusqu'à un tiers de la population kazakhe en fut victime, et de nombreuses populations durent migrer pour fuir la guerre. En 1726, le khan de la petite jüz Aboulkhair (1693-1748) s'adressa à l'Empire russe à Saint-Pétersbourg pour demander que la citoyenneté russe soit accordée aux Kazakhs. En 1726, les Kazakhs se réunirent à Orlabassy et mobilisèrent une armée sous la direction d'Aboulkhaïr, qui réussit à partir de 1727 à refouler les Dzoungars sur leurs terres. Cependant, ce succès fut de courte durée, car les Dzoungars eurent à nouveau l'avantage à partir de 1729, envahissant à plusieurs reprises les terres kazakhes, jusqu'en 1734-1735, où les armées dzoungares consolidèrent leurs positions dans le Sud du Kazakhstan et au Kirghizistan. Les Kazakhs, voyant dans l'Empire russe un puissant allié, le sollicitèrent à plusieurs reprises pour que la citoyenneté russe leur soit accordée. En 1731, un accord de ralliement des Kazakhs à la Russie fut signé. Cette étape fut bénéfique pour les Kazakhs, qui, n'ayant pas de gouvernement central, se trouvaient en position affaiblie vis-à-vis des agressions de leurs voisins et en particulier des Dzoungars.
Au cours de l'hiver 1741, une armée kalmouke (dzoungare) de 20 000 hommes dirigée par Septen s'installa dans la steppe de Baraba et attaqua la jüz moyenne. Les Kazakhs subirent une défaite près de la rivière Ichim. Rapidement, les Kalmouks chassèrent les Kazakhs de la région entre l'Ichim et le Tobol, et attaquèrent également la petite jüz le long de la rivière Irguiz, poursuivant les Kazakhs presque jusqu'à l'Oural. Au printemps 1742, les Kalmouks reprirent les combats et descendirent jusqu'à la Syr-Daria. Ils consolidèrent leurs positions au Turkestan, et le Khanat dzoungar s'installa à Tachkent à la suite de la trahison de son gouverneur.
À la suite de la campagne de 1741-1742, les dirigeants de la jüz moyenne se reconnurent comme vassaux des Dzoungars (ce qui impliquait de payer un tribut et de laisser des fils de notables en otage). La grande jüz devint elle aussi vassale du Khanat dzoungar. Informé de cela, l'Empire russe intervint diplomatiquement auprès des Dzoungars et obtint la restitution des otages et le retrait des troupes oïrates des terres kazakhes.

### Les Kazakhs sous l'Empire russe et l'Union soviétique

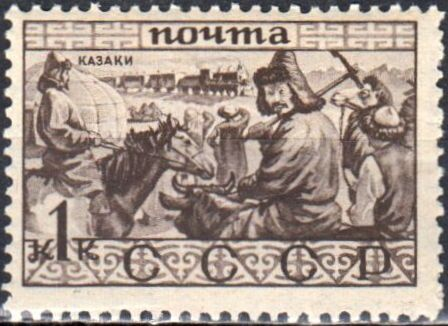
Kazakhs sur le timbre de l'Union soviétique (1933).

L'expansion russe au Kazakhstan a été précédée par la construction d'une ligne de fortifications le long de la frontière russo-kazakhe, par l'incitation des paysans et commerçants russes à s'installer dans les régions frontalières du Kazakhstan, et par une pression politico-économique sur les dirigeants locaux.
Au total, au début du XIXe siècle, 46 forteresses et 96 redoutes ont été érigées sur quatre lignes. En 1731, la petite jüz fut mise sous protectorat russe. En 1732, le khan de la jüz moyenne Sameke Khan (ru) prêta serment à l'impératrice russe, et en 1740, Abylaï Khan confirma la mise sous protectorat russe de la jüz moyenne. Le Khan de la grande jüz reconnut la suzeraineté russe en 1818. Vers 1847, la citoyenneté russe était partagée par presque tous les Kazakhs de la grande jüz. Le pouvoir suprême ayant été transféré à Saint-Pétersbourg, la fonction de khan devint de fait symbolique. En 1818, le titre de khan fut aboli au sein de la jüz moyenne, et en 1824 pour la petite jüz ; il en résultat l'inclusion des terres de la jüz moyenne dans la Sibérie orientale sous le nom de « Steppe kirghize ». Toute la période d'assujettissement de la steppe kazakhe par l'Empire russe a été ponctuée de mouvements indépendantistes menés par les Kazakhs.
Depuis le milieu du XVIIIe siècle jusqu'en 1916, environ 300 guerres, révoltes et mouvements de libération nationale eurent lieu sur le territoire du Kazakhstan. Les plus importants d'entre eux furent l'insurrection d'Issataï Taïmanouly (ru) au sein de la Horde Bokey (1836-1838), l'insurrection de Syrym Datouly (ru) (1783-1797), l'insurrection de Kenessary Kassymov (ru) (1802-1847) et aussi l'insurrection du Jetyssou de 1916 (ru).
Selon les données de 1890 publiées dans la « liste alphabétique des peuples habitant l'Empire russe », les Kirghiz-Kaïssaks (c'est-à-dire les Kazakhs) vivaient sur le territoire du gouvernement d'Orenbourg et du gouvernement d'Astrakhan, et dans les oblasts de Semipalatinsk, de Semiretchie, de Tourgaï et d'Ouralsk, et représentaient un total de 3 millions de personnes. Afin d'affaiblir la petite jüz, la Horde intérieure ou Horde Bokey fut créée et approuvée par l'Empire russe en 1801.
Au début du XXe siècle, les Kazakhs comptaient plus de 40 tribus significatives. L'Encyclopédie Brockhaus et Efron mentionne à la fin du XIXe siècle que différentes personnalités des Kirghiz-kaïssaks (appellation russe des Kazakhs à l'époque) désignent parfois leur nationalité par le nom général de Kazakh, mais se définissent plus souvent par le nom du clan auquel elles considèrent appartenir. Cependant, les ethnographes russes ne doutaient pas qu'il s'agissait d'une seule nation, remarquant qu'ils parlaient la même langue.
La division formelle en jüz disparut de fait au début du XXe siècle, mais même de nos jours, les représentants de la Grande jüz sont majoritaires dans le Sud du Kazakhstan, ceux de la Moyenne jüz au nord et à l'est, et ceux de la Petite, à l'ouest du pays.
Après l'abdication de Nicolas II et la création du gouvernement provisoire, la vie politique reprit en marge de l'Empire russe. En décembre 1917, à Orenbourg, se tint le IIe congrès de tous les Kazakhs. Le congrès proclama la création de l'autonomie d'Alash. Mais l'Autonomie d'Alash prit part à des mouvements contre les bolcheviks, et soutint en particulier les mencheviks, et pendant la période de guerre civile, conclut une alliance militaire avec le Comité des membres de l'Assemblée constituante. Au début des années 1920, les bolcheviks dissolurent l'autonomie d'Alash et firent par la suite exécuter ses dirigeants.

La République socialiste soviétique kazakhe (1936-1991) au sein de l'URSS.

Le 26 août 1920, à la suite de la signature du décret « De la formation de la République soviétique socialiste kirghize autonome » par Mikhaïl Kalinine et Lénine, les Kazakhs furent englobés dans la RSFSR, et leur capitale devint Orenbourg. C'est seulement en 1936 que la République socialiste soviétique kazakhe fut formée.
Dans les années 1920 et 1930, les conséquences de la politique de dékoulakisation et de collectivisation menèrent à des famines massives (voir Famine de 1919-1922 au Kazakhstan et Famine de 1932-1933 au Kazakhstan). Environ un million et demi de Kazakhs périrent de la famine, ce qui représentait environ 45 % de toute la population, et des centaines de milliers de personnes partirent dans le Nord-Ouest de la Chine, territoire qui fut partagé entre la province du Xinjiang et la Mongolie-Extérieure. Cette dernière forme en 1940, sous la République populaire mongole, l'aïmag d'Bayan-ölgii, province semi-autonome kazakhe. Mais les épreuves du peuple kazakh n'étaient pas terminées : en 1937-1938, toute l'élite intellectuelle kazakhe fut condamnée et fusillée, dont des personnalités comme Alikhan Boukeïkhanov, Tourar Ryskoulov (en), Ilyas Jansougirov (en), etc.
Pendant la Seconde Guerre mondiale, le Kazakhstan aurait été mobilisé à hauteur de 24 % de sa population. 1 300 000 Kazakhs auraient été envoyés au front, dont seulement 600 000 seraient revenus. D'autres sources parlent plutôt d'un million de Kazakhs ethniques mobilisés, ou d'un peu plus d'un million, avec 410 000 victimes (voire moins : 350 000).
De 1942 à 1986, l'un des dirigeants du Parti communiste du Kazakhstan était Dinmoukhammed Kounaïev, natif du Kazakhstan. Sous sa direction, le processus de russification fut accentué ; en particulier, il ne resta plus qu'une seule école kazakhe par oblast, et seulement pour les enfants de bergers. C'est aussi pendant cette période qu'une croissance économique remarquable a pu être observée au Kazakhstan, avec un développement significatif des moyens de production du pays, notamment dans l'exploitation minière, les industries primaires et l'énergie, la production agricole.

### Après l'indépendance du Kazakhstan

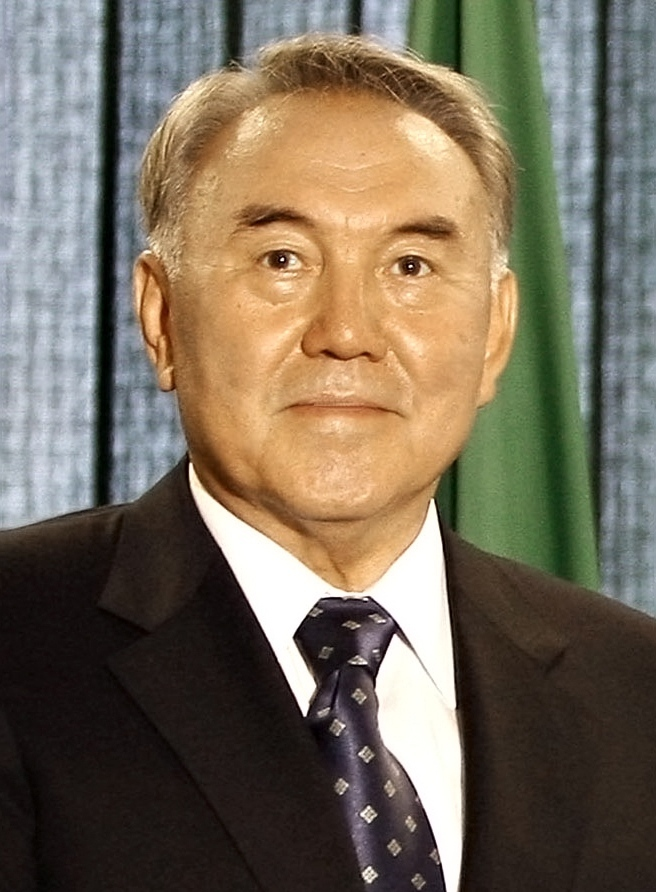
Noursoultan Nazarbaïev, président de la république du Kazakhstan de 1990 à 2019.

Après la dislocation de l'URSS, le Kazakhstan proclame son indépendance le 16 décembre 1991. Les dures années suivantes voient une émigration importante de nombreux citoyens kazakhstanais qui, n'appartenant pas à l'ethnie kazakhe, se sentent écartés des situations à responsabilités ; mais progressivement la situation économique se stabilise ces dernières années, avec une croissance sensible, et un solde migratoire tendant à redevenir positif, notamment grâce au programme de rapatriement des Kazakhs ethniques (voir oralmans).
Depuis le 24 avril 1990, le Kazakh Noursoultan Nazarbaïev est systématiquement réélu — à cinq reprises (1999, 2006, 2011, 2015) — président de la République ; il a engagé le pays dans un très important développement économique basé sur l'exploitation des importantes réserves d'hydrocarbures et de minerais.
En 1997, la capitale du Kazakhstan est déplacée d'Almaty (ancienne Alma-Ata) au sud-est du pays, à Akmola (Akmolinsk, Tselinograd), rebaptisée Astana (« capitale » en kazakh) à cette occasion. Cette ville se situe dans les steppes du nord du pays (plus près de son centre géographique) et a été développée comme centre urbain principal pour la campagne des terres vierges. La raison invoquée par le gouvernement pour ce changement de capitale a été qu'Almaty ne se situait pas assez au centre du pays, que ses perspectives de développement urbain étaient limitées, et qu'elle se situait en zone sismique ; cependant, la raison effective de ce changement réside dans le fait que le Nord du pays, occupé en majorité par des populations d'origine russe, aurait pu être tenté de séparatisme. Dans les faits, l'implantation de la capitale à Tselinograd a entraîné une réoccupation des territoires du nord par les Kazakhs, ce qui a renforcé l'intégrité du territoire du Kazakhstan.
En 2019, la capitale change à nouveau de nom et est nommée Noursoultan, en hommage au premier président, changement annulé trois ans et demi plus tard.

## Analyse génétique
L'analyse complète de la composition génétique de la population kazakhe est loin d'être terminée. Selon une étude d'ADN mitochondrial menée sur un échantillon de 246 personnes, les principaux lignages maternels des Kazakhs sont : l'haplogroupe D (ADNmt) (17,9 %), l'haplogroupe C (ADNmt) (en) (16 %), l'haplogroupe G (ADNmt) (en) (16 %), l'haplogroupe A (ADNmt) (3,25 %), l'haplogroupe F (ADNmt) (en) (2,44 %), qui sont d'origine Est-eurasienne (58 %), et l'haplogroupe H (ADNmt) (14,1 %), l'haplogroupe T (ADNmt) (5,5 %), l'haplogroupe J (ADNmt), l'haplogroupe K (ADNmt) (2,6 %), et l'haplogroupe U (ADNmt) (3 %), ainsi que d'autres (12,2 %) d'origine Ouest-eurasienne (41 %). Une autre analyse des ancêtres des Kazakhs a montré que les haplogroupes d'Asie de l'Est comme A et C n'ont fait leur apparition dans la région des steppes kazakhes qu'aux alentours de la période des Xiongnus (1er millénaire avant notre ère), qui correspond aussi au début de la culture Sargate (ru),.
Une autre étude menée sur un échantillon de 54 Kazakhs et 119 Kazakhs d'Altaï a déterminé les principaux lignages paternels : haplogroupe C-M217 (Y-ADN) (en) (66,7 % et 59,5 %), O (9 % et 26 %), N (2 % et 0 %), J (4 % et 0 %), et R (9 % et 1 %).
Selon une autre étude menée sur un échantillon de 409 Kazakhs ethniques, les principaux lignages paternels des Kazakhs sont : haplogroupe C-M217 (Y-ADN) (en), R, G, J, N, O, et Q.
Les Kazakhs ont une certaine proximité génétique avec les populations de Russie frontalières du Kazakhstan ; on retrouve également dans leurs gènes les traces des peuples ayant historiquement contribué à leur ethnogenèse, y compris depuis l'époque des Scythes.
La recherche génomique a révélé que les Kazakhs sont principalement d'origine est-asiatique et abritent deux composants liés à l'Asie de l'Est, un composant dominant, que l'on trouve couramment parmi les Asiatiques du Nord-Est, et qui est associé aux agriculteurs historiques du fleuve Amour, et un autre composant mineur associé au fleuve Jaune historique, que l'on trouve couramment chez les Chinois Han,.

## Répartition de la population kazakhe

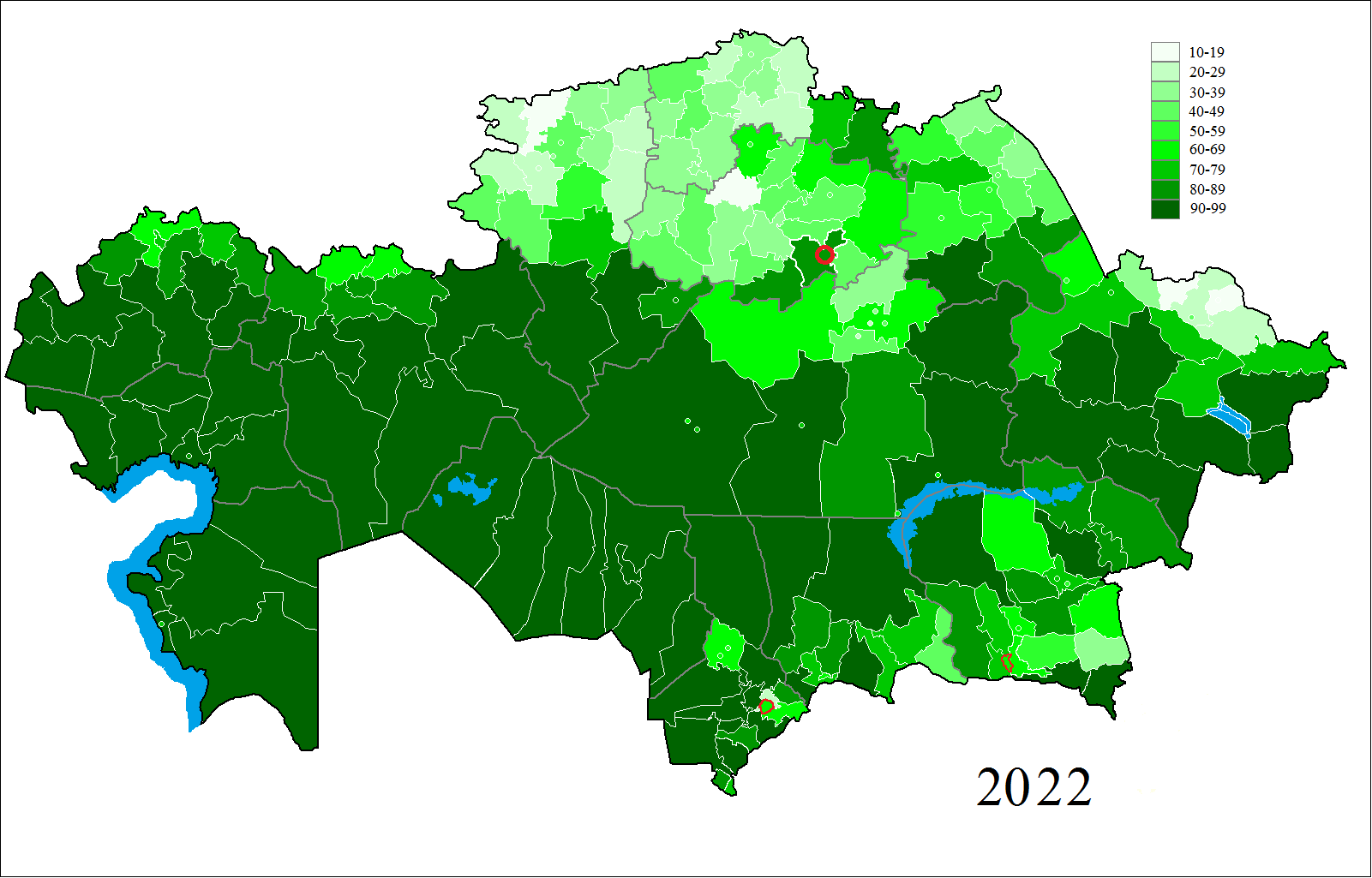
Proportion de Kazakhs par région au Kazakhstan début 2022 :
10,0 - 19,9 %
20,0 - 29,9 %
30,0 - 39,9 %
40,0 - 49,9 %
50,0 - 59,9 %
60,0 - 69,9 %
70,0 - 79,9 %
80,0 - 89,9 %
Plus de 90,0 %

La population totale de Kazakhs dans le monde est d'environ 15 millions de personnes. Environ un quart des Kazakhs vivent à l'extérieur du Kazakhstan. Les pays présentant les populations de Kazakhs les plus significatives sont les suivants :
- Kazakhstan : 11 700 000[B 1] (environ 70 % de la population du pays).
- Chine : 1 500 000[Note 9],[B 2]. Les Kazakhs - (chinois simplifié : 哈萨克族 ; chinois traditionnel : 哈薩克族 ; pinyin : Hāsākè zú) - y font partie des 56 minorités distinctes officiellement reconnues.
- Ouzbékistan : 899 195[A 1].
- Russie : 648 000[B 3].
- Mongolie : 102 000[B 5].
- Kirghizistan : 34 000[B 6].
- Turkménistan : 20 000[Note 2].
- Turquie : 10 000[C 1].
- Iran : 12 000[C 2].

De plus, on retrouve des populations plus réduites de Kazakhs en Europe et en Amérique.
Le tableau ci-dessous montre l'évolution historique de la population kazakhe :
| Année                   | Population totale             | Population de Kazakhs sur le territoire du Kazakhstan |
| ----------------------- | ----------------------------- | ----------------------------------------------------- |
| Fin du XVIe siècle      | environ 250 000               |                                                       |
| 1730                    | environ 400 000               |                                                       |
| environ 2 millions      |                               |                                                       |
| 1804-1830               | entre 2 500 000 et 3 000 000  |                                                       |
| 1850-fin du XIXe siècle | jusqu'à 3 millions            |                                                       |
| 1897                    | 4 091 746                     | 3 928 497                                             |
| 1917                    | entre 5 480 000 et 6 millions | 4 980 000                                             |
| 1920                    |                               | 5,2 millions                                          |
| 1922                    |                               | 4,2 millions                                          |
| 1931                    |                               | 5,1 millions                                          |
| 1933                    |                               | 2,1 millions                                          |
| 1936                    |                               | 2,3 millions                                          |
| 1938-1945               |                               | 1,9 million                                           |
| 1950                    |                               | 2,2 millions                                          |
| 1960                    |                               | 3,0 millions                                          |
| 1990                    |                               | 7,8 millions                                          |
| 2000                    |                               | 8,0 millions                                          |
| 2006                    |                               | 9,0 millions                                          |
| 2012                    |                               | 11 millions                                           |

La subite augmentation de population entre 1730 et le début du XIXe siècle, où le nombre de Kazakhs est multiplié par cinq, est due au fait que ces derniers, sous protectorat russe, eurent accès à davantage de terres, purent ainsi avoir de plus grands troupeaux, et se trouvèrent à même de nourrir une population plus nombreuse.

### Rapatriement des Kazakhs au Kazakhstan
Le tableau ci-dessous montre l'évolution de la proportion de Kazakhs vivant sur le territoire du Kazakhstan :
| 1897   | 1911   | 1926   | 1939   | 1959   | 1970   | 1979   | 1989    | 1999    | 2009   |
| ------ | ------ | ------ | ------ | ------ | ------ | ------ | ------- | ------- | ------ |
| 81,8 % | 60,0 % | 58,5 % | 37,8 % | 30,0 % | 32,5 % | 36,0 % | 39,7 %, | 53,4 %, | 63,1 % |

La raison principale à l'établissement du programme de rapatriement des Kazakhs ethniques au Kazakhstan a été l'état démographique désavantageux du pays à la suite de la dislocation de l'URSS, ainsi que la volonté d'apporter de l'aide aux Kazakhs pour leur permettre de se réinstaller au Kazakhstan et obtenir la citoyenneté kazakhstanaise. Les Kazakhs vivant hors du Kazakhstan sont pour la grande majorité des descendants de populations ayant fui l'Union soviétique dans les années 1920-1930, cherchant à échapper aux répressions, à la collectivisation forcée et aux famines. À la suite de l'émigration slave, qui avait commencé aux XVIIIe et XIXe siècles et s'est intensifiée pendant la période soviétique, accompagnée de déplacements de population massifs, notamment dus aux déportations (voir Déportation des peuples en URSS), les Kazakhs se retrouvèrent à l'état de minorité nationale sur leur propre territoire. Vers 1959, le nombre de Russes était supérieur au nombre de Kazakhs au Kazakhstan.
Depuis l'indépendance du Kazakhstan, une politique de rapatriement des Kazakhs ethniques ayant fui le pays volontairement ou sous la contrainte a été mise en place (on appelle ces Kazakhs rapatriés oralmans). Selon les données officielles, en 25 ans (de 1991 au 1er janvier 2016), 957 764 oralmans se sont installés au Kazakhstan.
Le programme de rapatriement attribue à chaque famille de migrants un lieu d'installation au Kazakhstan, ainsi qu'une somme permettant l'achat d'un logement. D'autres mesures incitatives ont été mises en place, comme la prise en charge du transport de tous les biens (y compris bétail) depuis le pays de départ, l'accès à des programmes de formation professionnelle et d'apprentissage de la langue nationale, la gratuité des soins, ainsi qu'un accompagnement à la recherche d'emploi.

### Kazakhs en Chine
Le premier peuplement de Kazakhs en Chine eut lieu au cours des XVIIe et XVIIIe siècles, en Dzoungarie, quand la majorité des Oïrats eut été anéantie par la dynastie Qing en 1757. Cependant, la plupart des Kazakhs émigra en Chine au temps des grandes famines de 1920-1930. Les Kazakhs ont pris part aux révoltes de 1930-1940, et plus particulièrement à l'insurrection d'Ili de 1944-1949. Les révoltes furent sévèrement réprimées, et de nombreux meneurs kazakhs décapités ou fusillés. Les années 1930 virent se produire un exode des Kazakhs du Xinjiang (en).
Selon les sources chinoises de 1937-1943, 930 000 Kazakhs vivaient au Xinjiang, mais vers 1953, les données du recensement de toute la Chine de 1953-1954 donnent un effectif réduit à 421 000 personnes (baisse de 45 %, due en partie aux massacres de Kazakhs).
La majeure partie des Kazakhs vit au Xinjiang (environ 1,3 million de personnes voire 1,5 million), où un système d'entités administratives autonomes a été créé pour eux : la plupart des Kazakhs en république populaire de Chine vivent dans la préfecture autonome kazakhe d'Ili, notamment sur les territoires de la préfecture de Tacheng et de la préfecture d'Altay ; on les trouve aussi à Ürümqi et dans d'autres villes du Xinjiang.
Les Kazakhs de Chine parlent le kazakh (830 000 parlent le dialecte kazakh nord-est (ru), 70 000 le dialecte kazakh sud (ru)), mais à la différence des autres, ils utilisent un système d'écriture basé sur l'alphabet arabe. Au Xinjiang, il existe des écoles avec un enseignement en kazakh, plus de 50 journaux sont publiés en kazakh, et on compte trois chaînes de télévision dans cette langue. Pendant un moment, de même que pour d'autres minorités ethniques, les Kazakhs de Chine n'ont pas été soumis à la politique de l'enfant unique, même si cette exception a fini par changer.
À partir de 2014, les autorités chinoises mettent en place des camps de rééducation dans le Xinjiang qui détiennent des Kazakhs et des Ouïghours. Un million de personnes seraient concernées par cet enfermement.

### Kazakhs en Russie

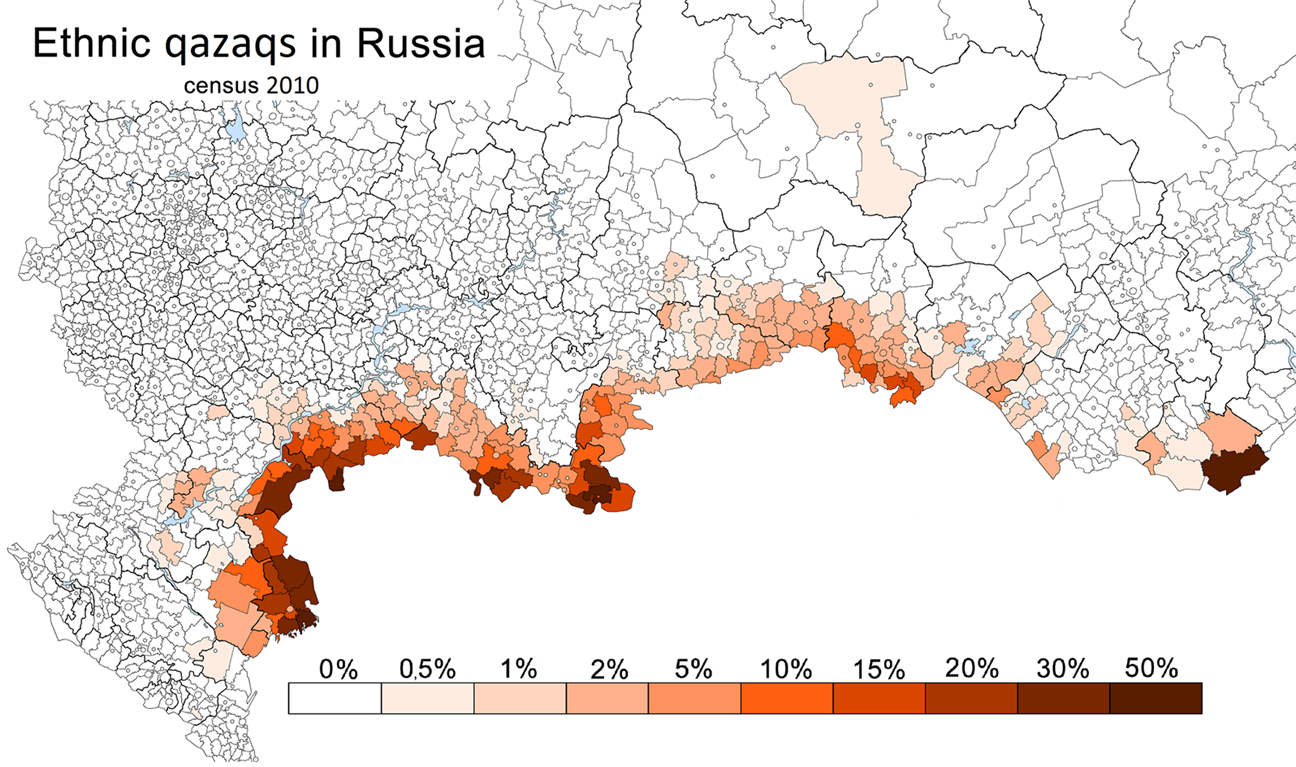
Proportion de Kazakhs par région en Russie. La grande majorité d'entre eux vit au bord de la frontière avec le Kazakhstan.

Les Kazakhs sont un des peuples autochtones de la fédération de Russie, se trouvant en dixième position parmi les peuples les plus nombreux du pays. Après la proclamation d'indépendance de la république du Kazakhstan en 1991, il restait un grand nombre de Kazakhs dans les régions de Russie limitrophes du Kazakhstan, descendant de Kazakhs qui y vivaient bien avant la colonisation par l'Empire russe ou qui s'y installèrent par la suite ; ces Kazakhs reçurent la nationalité russe après la dislocation de l'URSS. L'effectif de Kazakhs en Russie se montait à 647 000 personnes selon le recensement de 2010, mais de l'avis du vice-président de l'Association mondiale des Kazakhs (ru) en 2003, la Russie comptait plus d'un million de Kazakhs. La majeure partie des Kazakhs vit le long de la frontière entre le Kazakhstan et la Russie. Les plus grosses communautés se trouvent dans les oblasts d'Astrakhan (149 415), d'Orenbourg (120 262), d'Omsk (78 303 et de Saratov (76 007).
| 1939    | %    | 1959    | %    | 1970    | %    | 1979    | %    | 1989    | %    | 2002    | %    |
| ------- | ---- | ------- | ---- | ------- | ---- | ------- | ---- | ------- | ---- | ------- | ---- |
| 356 646 | 0,33 | 382 431 | 0,33 | 477 820 | 0,37 | 518 060 | 0,38 | 635 865 | 0,43 | 653 962 | 0,45 |

Plusieurs régions ont quelques dizaines d'écoles où la langue kazakhe est enseignée,.

### Kazakhs en Asie centrale

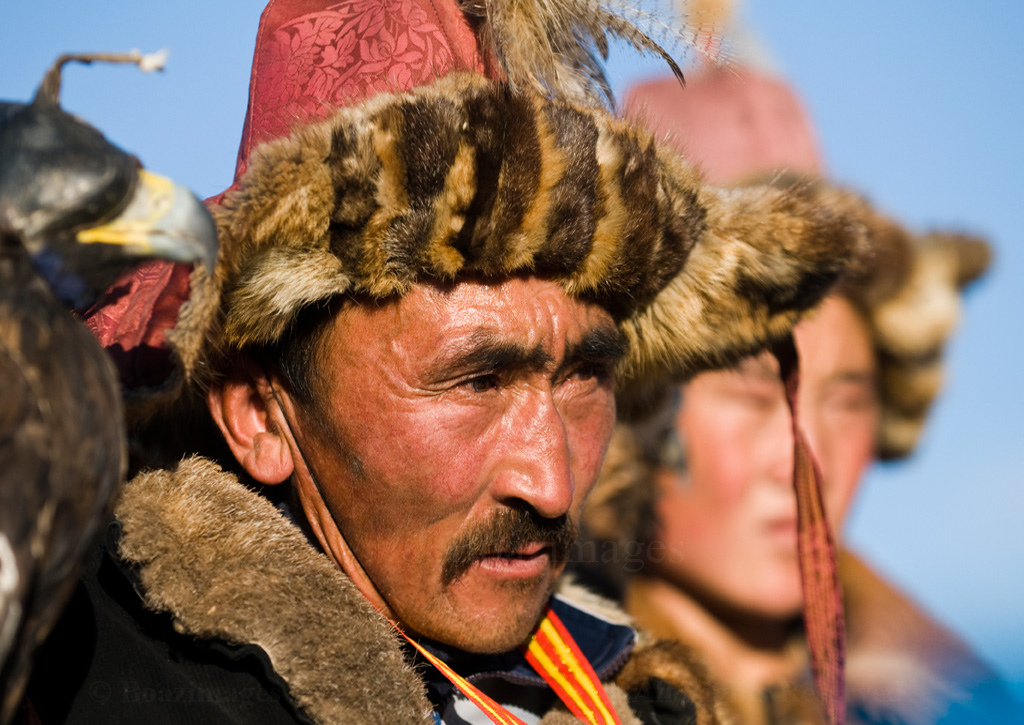
Chasseurs kazakhs de l'Altaï, région de l'ouest de la Mongolie.

#### Ouzbékistan

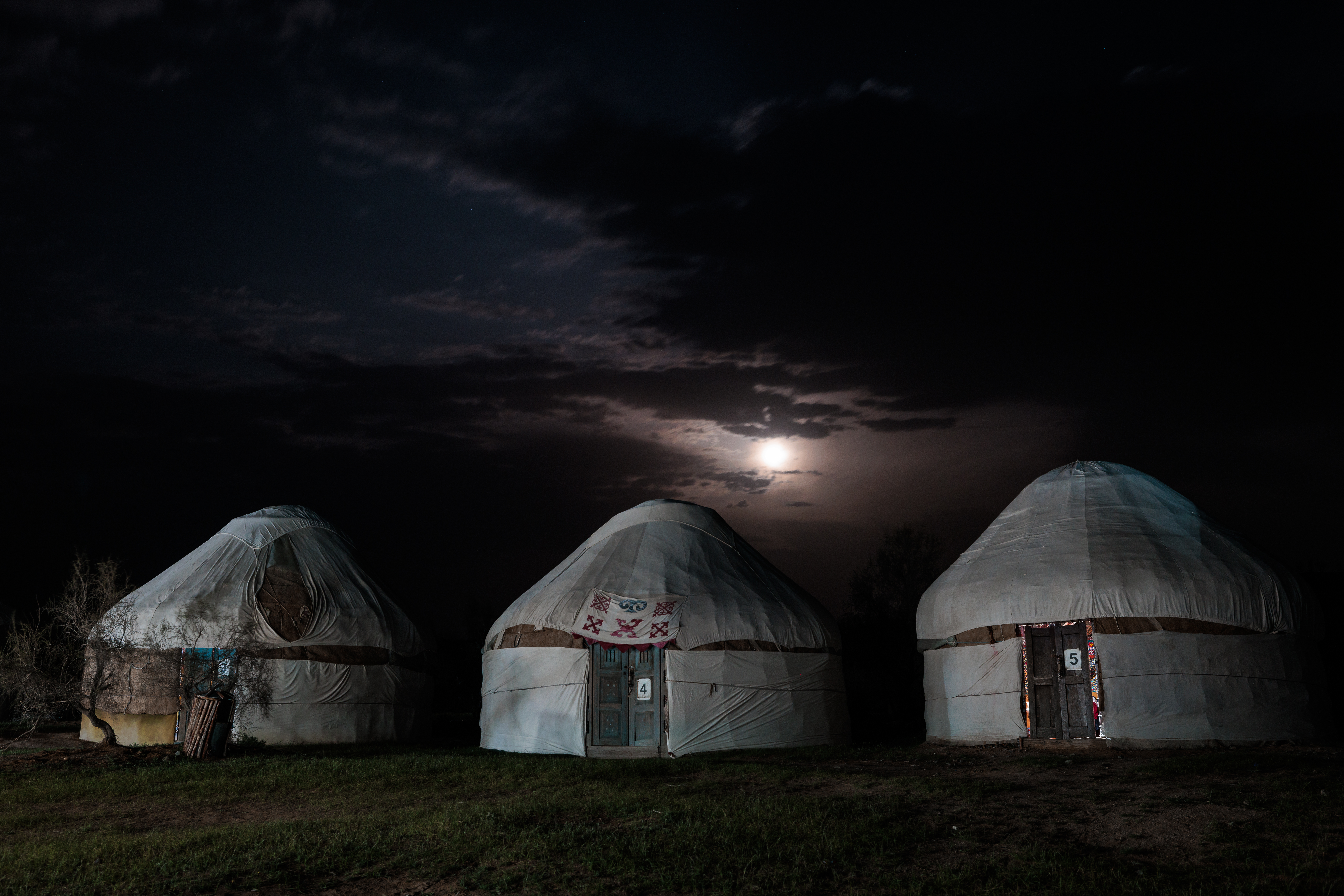
Yourtes kazakhs dans le désert du Kyzylkoumen, Ouzbékistan

Les Kazakhs sont l'un des plus importants peuples autochtones d'Ouzbékistan. Avant le rapatriement massif des années 1990 au Kazakhstan, l'Ouzbékistan abritait la diaspora kazakhe la plus nombreuse des pays de la CEI, et la deuxième au monde après la diaspora kazakhe en Chine. Il existe des estimations qui portent le nombre de Kazakhs en Ouzbékistan entre 1,5  et   2 millions de personnes, qui viennent notamment du fait qu'une partie des Kazakhs, si ce n'est la majorité, ne sont pas décomptés dans les statistiques officielles. Les régions où se concentre la principale partie des Kazakhs sont le Karakalpakistan (26 % de la population), la province de Tachkent (13 %), la province de Boukhara et la province de Syr-Daria.
L'émergence d'une diaspora kazakhe aussi considérable en Ouzbékistan est liée à la proximité historique des deux peuples et à leur différence de mode de vie. La présence de Kazakhs s'explique aussi par le fait que le Khanat kazakh s'est étendu sur une partie du territoire d l'Ouzbékistan actuel. Selon le recensement de 1920, 1 091 925 Kazakhs vivaient en république socialiste soviétique autonome du Turkestan. Après la délimitation nationale en Union soviétique en 1926, il ne resta plus en Ouzbékistan que 106 980 Kazakhs. Mais dès 1939, les recensements montrent un accroissement de cette population (305 400 personnes), lié à l'adjonction à l'Ouzbékistan du Karakalpakistan, où vivait une population kazakhe importante, ainsi qu'à la famine de 1932-1933 au Kazakhstan due à la collectivisation. Les Kazakhs représentaient 4,1 % de la population d'Ouzbékistan entre 1959 et 1989. En 1989, on dénombrait 808 227 Kazakhs. Il existe de nos jours 441 écoles où l'enseignement est dispensé en kazakh, dont 190 sont monolingues.
Le rapatriement des Kazakhs d'Ouzbékistan au Kazakhstan (voir oralmans) est un phénomène de grande ampleur. Entre 1991 et 2014, selon les estimations du Ministère de la Santé publique et du Développement social de la république du Kazakhstan, 586 000 personnes ont été rapatriées.

#### Kirghizistan
Les Kazakhs sont l'une des minorités nationales les plus importantes au Kirghizistan. Ils vivent principalement dans les provinces frontalières avec le Kazakhstan au nord du pays, comme les provinces de Tchouï, d'Yssykköl et de Talas, mais aussi dans la capitale Bichkek. La population kazakhe au Kirghizistan diminue peu à peu, principalement du fait de leur émigration (majoritairement au Kazakhstan).

#### Turkménistan
Les Kazakhs du Turkménistan sont concentrés au nord du pays, au bord de la mer Caspienne. Selon le recensement de 1989, les Kazakhs représentaient 2,49 % de la population, soit 87 802 personnes. Selon le sondage officiel de 1995, le nombre de Kazakhs au Turkménistan se montait à 86 987 personnes. À partir de 1991, une émigration des Kazakhs vers le Kazakhstan est observée. Entre 1991 et 2014, le nombre de Kazakhs du Turkménistan rapatriés vers le Kazakhstan (voir oralmans), selon les données officielles du Kazakhstan, atteint environ 65 000 personnes, ce qui signifie qu'une proportion significative de la population de Kazakhs a quitté le pays, réduisant son effectif à environ 20 000 personnes au Turkménistan.

### Kazakhs en Mongolie
Les Kazakhs sont par leur nombre le deuxième peuple de Mongolie. Le recensement de 2010 indique que 101 526 Kazakhs y vivent (3,8 % de la population). Ils habitent principalement dans l'Ouest de la Mongolie, dans les aïmags de Bayan-Ölgii (93 % de la population) et de Khovd (11,5 %). De plus, environ 40 000 Kazakhs vivent à Oulan-Bator ou à proximité.

## Structure de la société kazakhe

Répartition géographique approximative des trois jüz au début du XXe siècle.

Le peuple kazakh était à l'origine divisé en trois tribus appelées « jüz » (mot qui peut être traduit comme la « horde ») :
- la Grande jüz (kazakh : Ұлы жүз, Ulı jüz) vivait au sud du Kazakhstan ;
- la Jüz moyenne (kazakh : Орта жүз, Orta jüz), au nord, à l'est des monts Mougodjar ;
- la Petite jüz (kazakh : Кіші жүз, Kişi jüz) vivait à l'ouest, au bord de la mer Caspienne.

Bien que n'ayant aucune valeur officielle, l'appartenance à telle ou telle jüz continue aujourd'hui d'avoir une signification pour nombre de Kazakhs. Les jüz sont une forme spécifique d'organisation sociopolitique du peuple kazakh. Il n'y a pas de consensus sur la période où sont apparues les jüz, les raisons de leur création et leur structure interne. Les jüz sont elles-mêmes divisées en tribus (kazakh : Ру - voir tribu kazakhe), qui à leur tour se décomposent en une multitude de petits clans.
À côté de ces trois tribus, d'autres groupes existent :
Grande jüz :
- Alaban ;
- Jalaïyr ;
- Doulats ;
- Ochakty ;
- Sary-Ouïssoun ;
- Sirgeli ;
- Souan ;
- Chanychkyly ;
- Kanly ;
- Chakcham ;
- Chapyrachty ;
- Ysty.

Jüz moyenne :
- Argyn ;
- Kereï ;
- Konyrat ;
- Kypchak ;
- Naïman ;
- Ouak.

Petite jüz :
- Alimouly :
  - Chekty,
  - Chomekeï,
  - Tortkara,
  - Kete,
  - Karakessek,
  - Karassakal ;

- Jetyrou :
  - Tabyn,
  - Jagalbaïly,
  - Kereït,
  - Tama,
  - Teleou,
  - Kerdery,
  - Ramadan ;

- Baïouly :
  - Adaï,
  - Baïbakty,
  - Berch,
  - Taz,
  - Cherkech,
  - Maskar,
  - Tana,
  - Kyzylkourt,
  - Altyn,
  - Jappas,
  - Yssyk,
  - Essentemir,
  - Alacha.

Clans n'appartenant à aucune jüz : Töre (descendants supposés de Gengis Khan, considérés à part et qui forment une sorte d'aristocratie) et Tolengity, Nogaï-kazakhs, Kyrgyzy, Koja, Karakalpak, Sounak.
Ces structures sociales, bien qu'ayant moins d'importance de nos jours, peuvent encore être apparentes à certains égards ; par exemple, certains observateurs notent que l'administration du Kazakhstan a été subtilement arrangée de sorte que chacune des jüz obtienne une représentation équivalente.
Selon les analyses génétiques, chaque clan ou tribu peut être identifié par un haplogroupe distinct.
Par le passé, la société était hiérarchisée en deux groupes : la classe dirigeante, constituée des os blancs (kazakh : Ақсүйек - voir Ak souyek (kk)), dont faisaient partie les khans et les sultans, et le peuple, qualifié d'os noirs (kazakh : Қарасүйек - kara souyek). Les os blancs étaient au départ des descendants de Gengis Khan, et leur statut n'était lié qu'à cette hérédité jusqu'au XIXe siècle. Même si cette distinction n'a en théorie plus cours, le qualificatif d'os noirs pour désigner le peuple a pu être encore utilisé au cours du XXe siècle.

## Culture kazakhe

### Évolution de la culture kazakhe
La culture kazakhe n'a réellement été étudiée qu'à partir du XVIIIe siècle lorsque la Russie commença à coloniser le territoire du Kazakhstan actuel.
En tant que « peuple cavalier », la culture des Kazakhs précoloniale relevait d'une société nomade ou semi-nomade, issue de son ethnogenèse turco-mongole. L'islam, progressivement intégré aux traditions d'Asie centrale entre les VIIIe et XIVe siècles, a aussi eu une influence sur la culture kazakhe.
La sédentarisation forcée, par la collectivisation et la mise en place de kolkhozes, a profondément modifié les mœurs kazakhes ; dans sa quête d'harmonisation de la société, l'URSS a lutté activement pour détruire les traditions kazakhes, y compris leurs religions.
Dans une volonté de réunification du pays, le Kazakhstan indépendant essaye depuis 1991 d'insuffler à nouveau, de manière parfois artificielle, la culture qui caractérisait le peuple kazakh pré-URSS, en une renaissance nationale ; le rapatriement des oralmans de Mongolie au Kazakhstan, n'ayant pas subi cette sédentarisation et ayant perpétué les anciennes traditions, renforce cette politique identitaire. Bien qu'un regain de la pratique religieuse, notamment musulmane, ait été observé au Kazakhstan depuis l'indépendance, l'islam arabe n'est pas considéré favorablement par le gouvernement, qui met en avant l'identité nationale traditionnelle afin de se tourner vers un islam turc et sécularisé. En dépit des efforts du gouvernement, le peuple du Kazakhstan s'est depuis l'indépendance détournée du mode de vie soviétique ou traditionnel pour adopter un comportement très consumériste, et un fort attrait pour la culture occidentale accompagné d'un exode rural qui affaiblit encore la transmission des traditions nomades.
Le mode de vie des bergers kazakhs dans l'Altaï est également en cours de changement, et se modernise ; le nomadisme qui les caractérisait est en train de disparaître.

### Traditions
La politique de renaissance du Kazakhstan lancée après la dislocation de l'URSS a contribué à soutenir le renouveau des traditions nationales, qui sont considérées avec beaucoup de sérieux. En 2010, la devise de la représentation kazakhe à l'OSCE était les « quatre T » (pour les initiales des quatre piliers en anglais : Trust, Tradition, Transparency and Tolerance, en français : « confiance, tradition, transparence et tolérance ».

#### Nomadisme

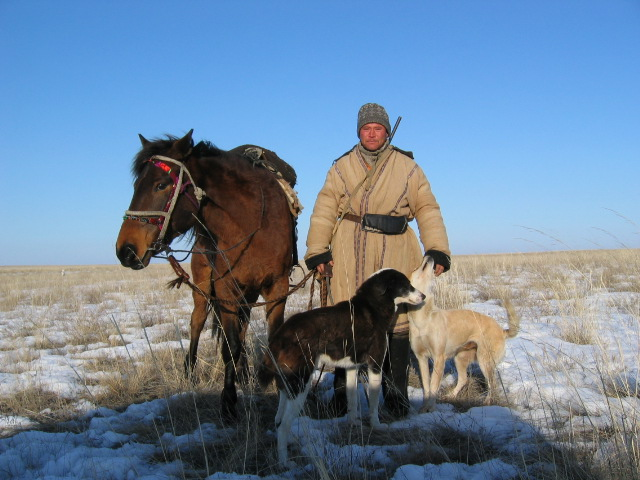
Berger kazakh. Le nomadisme des Kazakhs est lié aux transhumances des troupeaux.

Pasteurs nomades, les Kazakhs ont longtemps ignoré les frontières. À deux reprises, ils ont émigré par centaines de milliers en Chine : lors de la Première Guerre mondiale, après avoir été massacrés par les Russes parce qu'ils refusaient d'assurer l'intendance des lignes arrière, puis quand les Soviétiques les ont sédentarisés de force et voulurent collectiviser les cheptels, composés surtout de moutons, de chameaux et de chevaux, et dans une moindre mesure de chèvres et de bovins.
Les Kazakhs connaissaient plusieurs formes de nomadisme. Seuls quelques groupes des petite et moyenne jüz étaient nomades toute l'année, le reste des Kazakhs connaissant des modes intermédiaires (semi-nomadisme avec hivernage sédentaire, ou nomadisme d'un groupe avec une base sédentaire où vit seulement une petite partie du groupe, voire semi-sédentarité avec transhumance estivale). On trouve des groupes qui transhument quatre fois par an, à chaque changement de saison, et en fonction des cycles de reproduction du bétail. Ces variations dépendaient principalement du milieu, l'aridité entraînant plus de déplacements pour nourrir les troupeaux, et de la taille du cheptel. On appelait aoul le campement d'un groupe de nomades, composé de quelques yourtes ; peu à peu, les politiques de sédentarisation menées par l'Empire russe et l'URSS transformèrent la signification de ce mot, le réduisant au sens de « village ». L'emplacement de l'aoul, s'il varie en fonction des saisons et des transhumances, est toujours le même d'une année sur l'autre. En dépit de leur nomadisme, les Kazakhs étaient très attachés à leurs terres, et leurs transhumances, sur des distances allant de 50 à 100 km, suivaient un tracé prédéfini sur les territoires qu'ils considéraient comme leurs ; le tracé de ces terres n'était néanmoins pas clairement défini, et dépendait beaucoup de fluctuations du climat d'année en année.
Des formes d'agriculture bien antérieures à la colonisation russe ont pu néanmoins être retrouvées, attestant que le nomadisme n'a jamais été exclusif pour les Kazakhs, qu'ils aient pratiqué une forme d'agriculture de petite échelle, à pousse rapide et demandant peu d'entretien, ou que leur modèle sociétal soit divisé en un groupe sédentaire agricole et un groupe pastoral mobile. La production de grains servait de réserve aux Kazakhs, leur permettant de faire face à un épisode de grands froids et à de trop nombreuses pertes de bétail. Les Kazakhs ont pu cultiver le millet commun, la sétaire d'Italie et l'orge commune, mais ces céréales ont été supplantées par le blé, notamment pendant la campagne des terres vierges (années 1950).
La colonisation russe s'accompagna de plusieurs mesures visant à abolir le nomadisme des Kazakhs, mais l'arrivée massive de colons a eu plus d'influence sur la population. Cependant, ce sont la collectivisation forcée durant le plan quinquennal de 1928-1932, visant à mettre fin au nomadisme kazakh au Kazakhstan, et la famine de 1932-1933 au Kazakhstan, qui portent un coup fatal aux derniers nomades restants,. La famine, qui a fait entre 1,3 et 1,4 million de morts, ajoutée à l'émigration d'environ 600 000 Kazakhs et à la perte de la majeure partie du cheptel, entraîna la sédentarisation : seule la possession d'un troupeau justifie les transhumances. La sédentarisation, bien que relevant principalement d'idéologies du colonisateur russe puis de l'URSS, a parfois été vue par les Kazakhs comme un progrès.
Les rares Kazakhs encore nomades de nos jours ont échappé à la sédentarisation en fuyant l'URSS, dont en particulier les Kazakhs de l'Altaï ; la sédentarisation menace les Kazakhs nomades de Chine, qui voient dans le programme de rapatriement des Kazakhs ethniques du Kazakhstan une dernière possibilité de préserver leur mode de vie et leurs traditions, dont les ethnologues estiment qu'ils sont, avec les Kazakhs de Mongolie, les derniers dépositaires.
Dans la mouvance de rétablissement de l'identité kazakhe, le nomadisme a été mis à l'honneur, voire idéalisé par le gouvernement du Kazakhstan, sans pour autant avoir l'intention de retourner à ce mode de vie, qui est de fait perçu par le peuple comme incompatible avec l'époque moderne ; le nomadisme fait dorénavant partie du folklore. Si des pratiques pastorales modernes au Kazakhstan conduisent à une forme de nomadisme, celle-ci ne concerne qu'une faible minorité de Kazakhs, bien qu'elle puisse ressembler à la façon de vivre présoviétique.

#### Habitation traditionnelle et aménagement de l'espace

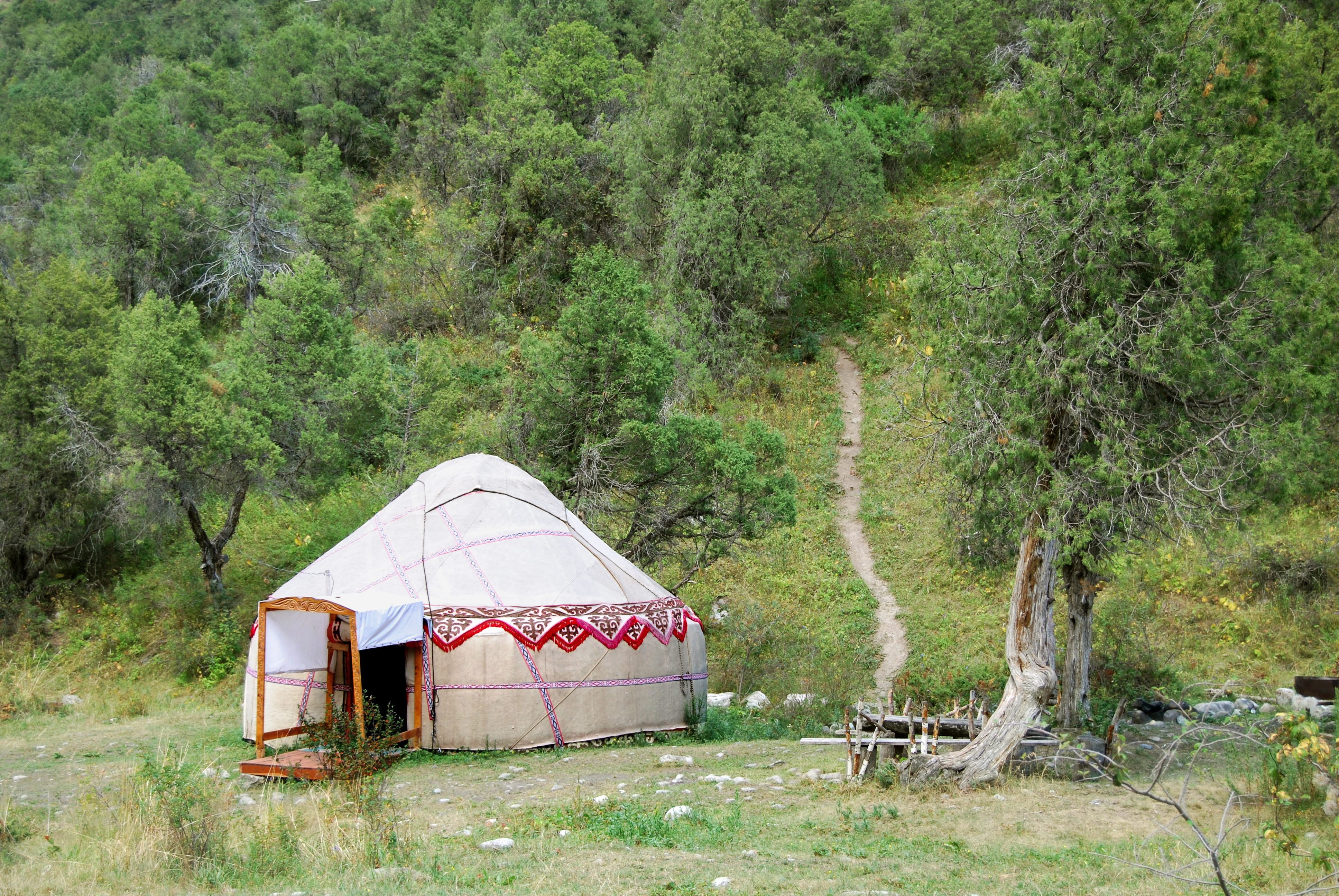
Une yourte kazakhe.

La yourte, tente blanche transportable, présente des avantages importants pour la vie nomade que menaient les Kazakhs, à la fois facile à déplacer et d'un grand confort. L'élément le plus symbolique de la yourte est le chanyrak (kazakh : шаңырақ), l'anneau de compression au sommet de la tente qui maintient toute la structure, et qui se transmettait de génération en génération, symbole de continuité temporelle. Les objets de la vie courante sont faits de matériaux solides et de petite taille afin de minimiser l'encombrement ; le centre de la yourte est occupé par un foyer sur lequel est posé le kazan ; la nappe sur laquelle est pris le repas revêt également une importance symbolique.
La porte de la yourte est orientée à l'est ou au sud. La place de chacun des occupants de la yourte est déterminée selon leur rang social, leur âge et leur sexe : la partie à droite de l'entrée est considérée comme masculine, et la partie gauche est féminine ; le fond de la yourte est occupé par les personnes de haut rang social et les adultes, tandis que le seuil regroupe les enfants, les femmes et les pauvres ; la hiérarchie sociale se retrouve dans la distribution de la nourriture, les meilleurs morceaux échéant aux occupants les plus prestigieux.

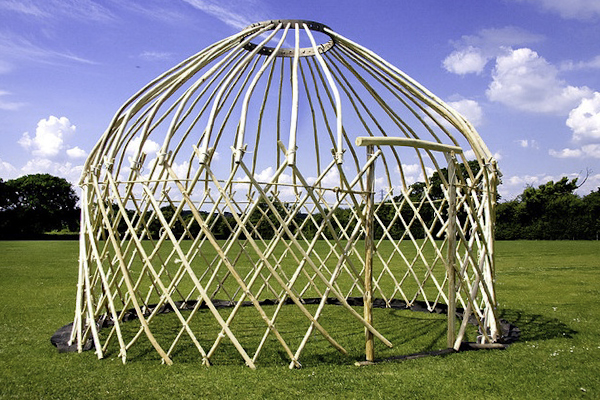
Structure d'une yourte kazakhe.

Dans la culture kazakhe, l'intérieur de la yourte est bien distinct de l'extérieur, voire sacré : les crimes qui y sont commis connaissent un châtiment bien plus sévère, et il est le siège de toutes les discussions importantes. La partie à l'extérieur de la yourte située immédiatement devant le seuil, appelé esik aldy, constitue une première frontière symbolique avec l'extérieur ; l'enclos autour de la yourte, appelé üj irgesi, marque la frontière avec l'espace public et le début de l'aoul, et est aussi chargé d'une symbolique particulière. L'aoul est réglementé par un code de conduite particulier, destiné à préserver le calme et punir les intrusions susceptibles de le perturber. L'espace situé à proximité immédiate de l'aoul (aul ajnalasy) et les pâtures sont également réglementés par un code de conduite précis.

#### Relations entre groupes
Les tensions et disputes entre différents groupes, sous-clans ou aouls étaient censées être réglées par les bi. Cependant, il était courant de se faire justice soi-même, notamment à travers la barymta (ru), qui consistait à dérober des chevaux à la tribu adverse à hauteur du préjudice subi, sans toutefois porter atteinte à ses autres biens.
En cas de désaccord d'ordre moral entre tribus proches, la personne offensée pouvait menacer son offenseur du sabu, qui consistait à attaquer son aoul et à abîmer sa yourte, geste hautement symbolique ; des femmes pouvaient être enlevées à cette occasion.

#### Relations familiales

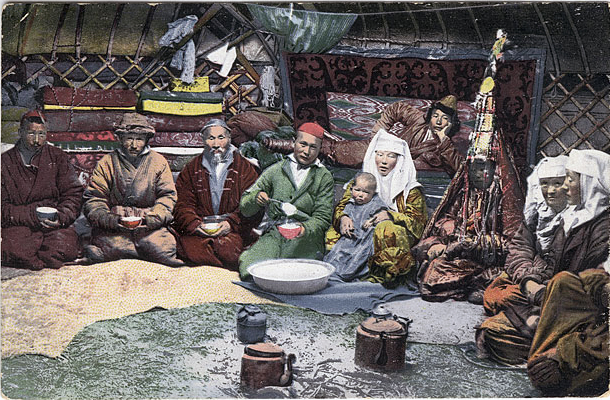
Intérieur d'une yourte kazakhe, début du XXe siècle.

Les Kazakhs vouaient un grand respect aux personnes âgées. Ils prêtaient une attention particulière à leur généalogie (Chejire kazakh), notamment en relation avec les autres clans.
Selon leurs habitudes familiales, différentes personnes étaient chargées de l'éducation des fils :
- le fils aîné était éduqué chez ses grands-parents[C 33] ;
- le fils cadet restait chez ses parents et par conséquent devait aider toute la famille ;
- le benjamin (plus jeune fils) était destiné à la guerre. Il apprenait l'escrime, le tir à l'arc[D 43], etc.

Les Kazakhs ne considéraient comme leurs petits-fils (kazakh : немере) que les enfants nés de leurs enfants mâles :
- les enfants nés de filles étaient appelés jien (kazakh : жиен)[D 44] ;
- les enfants des petits-fils (en lignée directe de mâles : kazakh : немере) étaient appelés chobere (kazakh : шөбере)[D 44] ;
- les enfants de chobere (arrière-arrière-petit-fils) étaient appelés nemene (kazakh : немене - incompréhensible)[D 44].

Plusieurs étapes importantes dans le développement de l'enfant étaient notées : bessikke salou (kazakh : бесікке салу), la mise au berceau de l'enfant, toussaou kessou (kazakh : тұсау кесу), les premiers pas de l'enfant (on appelait à la yourte où l'enfant devait faire ses premiers pas l'homme le plus vieux et le plus respectable de l'aoul pour qu'il coupe avec un couteau les liens spéciaux qui enchevêtraient les jambes de l'enfant,), atka otyrgyzou (kazakh : Атқа отырғызу), la première chevauchée de l'enfant avec prise en main du fouet et de la lance.
La société kazakhe traditionnelle semble présenter une forme d'égalité des sexes, et excluait les violences domestiques ; ce point de vue doit être nuancé par le fait que les hommes considéraient leur femme comme leur possession (ce qu'on peut voir à travers l'utilisation du mot « ma prise » pour désigner l'épouse, qu'il est bien vu d'aller enlever, ou encore dans l'idée que les ancêtres ont légué aux hommes trois choses : « la terre, le bétail et les femmes »). L'éducation des garçons et des filles était strictement similaire jusqu'à l'âge de six ans Les relations sexuelles sont un tabou pour les Kazakhs, et le lexique associé est peu développé.

#### Circoncision
Le rituel de circoncision a lieu à 4 ou 5 ans, et est réalisé dans une yourte ou, de nos jours, en polyclinique, par le mollah. Les parents offrent des présents à l'enfant et organisent une fête après l'opération. C'est à cette occasion que l'aïdar était coupé ; cette tresse conservée par l'enfant depuis son plus jeune âge était censée le protéger contre les mauvais esprits, et n'être coupée qu'au moment où il devenait un homme (vers 12-13 ans, au cours de ses premières batailles). La pratique musulmane considérait que l'enfant passait une étape importante au moment de la circoncision, et transféra la coupe de la tresse à cette occasion, soit entre 3 et 5 ans.

#### Le mariage kazakh

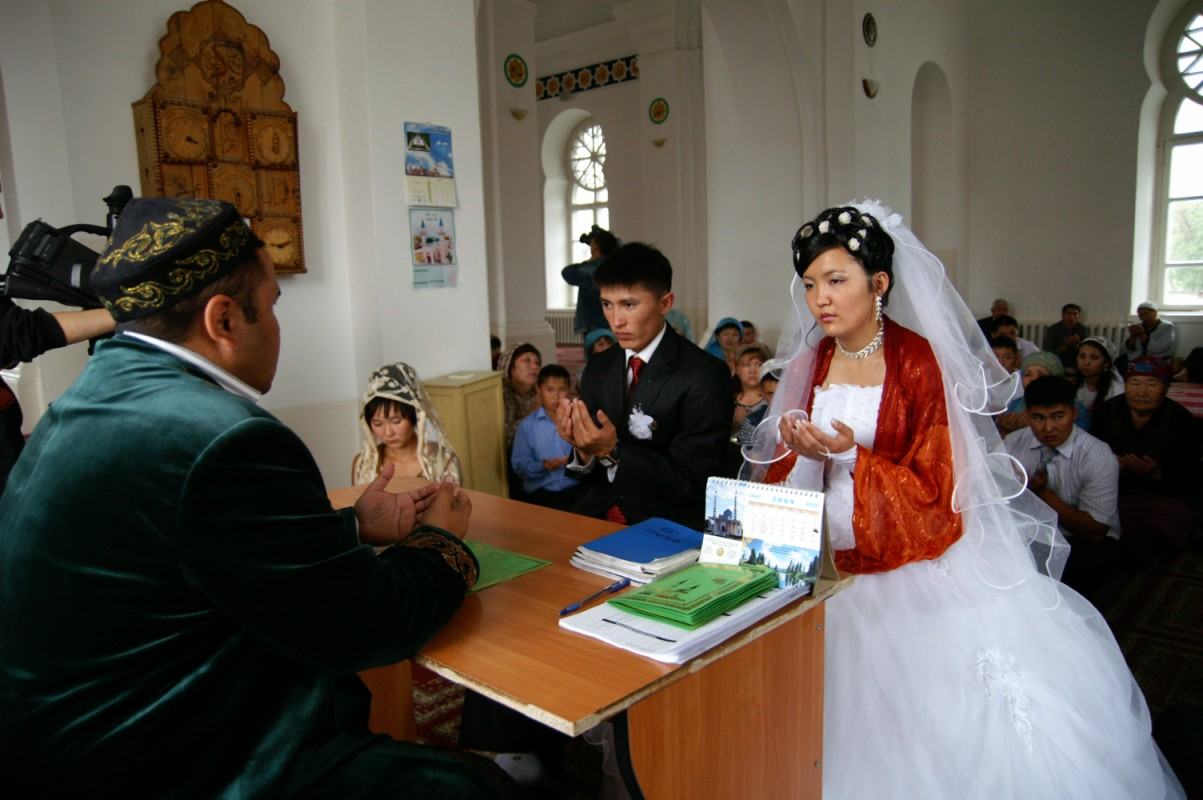
Mariage Kazakh à la mosquée (années 2000).

Le père qui souhaite marier son fils effectue une demande auprès de la famille de la jeune femme qui intéresse son fils ou qu'il a en vue pour lui. En cas de mésentente avec cette famille, il arrive que la jeune femme soit enlevée (voir mariage par enlèvement), mais cette pratique reste rare ; cependant, le fait d'enlever sa femme dans un autre clan, voire chez l'ennemi, était très valorisé chez les Kazakhs. Les deux familles conviennent des modalités du mariage, en particulier du montant de la dot et du prix de la fiancée.
Le mariage en lui-même est constitué de deux parties : le mariage de la fiancée, festivité qui a lieu un ou plusieurs jours avant le mariage et se déroule chez les parents de la mariée, puis l'acte officiel à la mosquée et les festivités chez les parents du marié. La nuit de noces est elle aussi encadrée ; en cas de non-virginité de la mariée, l'époux était en droit d'annuler le mariage. Une évolution de ces traditions a pu être observée de nos jours.
Bien que le renforcement des traditions en Asie centrale se fasse moins sentir au Kazakhstan, il est mal vu de ne pas être marié après 25 ans. De nos jours, malgré une identification religieuse forte, les Kazakhs considèrent majoritairement qu'il est acceptable d'avoir des relations sexuelles avant le mariage.

#### Hospitalité
L'hospitalité est considérée comme un devoir sacré par les Kazakhs, et le visiteur se retrouve sous la protection de l'hôte. Le visiteur arrivant dans la yourte, même pour un bref instant, doit s'asseoir et manger un morceau de pain, à moins qu'il ne soit à la recherche de bétail perdu. On donne au visiteur les meilleurs morceaux.

#### Rites funéraires
Une tradition que les Kazakhs partagent avec les Kirghizes, même si elle se retrouve davantage de nos jours chez ces derniers, est d'ériger une yourte funéraire. Cette yourte servait dans un premier temps à accueillir le malade, comme pour le mettre en quarantaine, mais cette pratique a disparu de nos jours. Le mollah ou l'aksakal était invité à venir prononcer une prière pour le mourant au moment où sa fin approchait ou un peu avant, pour accompagner le malade. Le malade sentant la mort approcher doit se tourner vers La Mecque, signe pour tous qu'il va bientôt trépasser.
Peu de temps après le décès, le défunt est placé dans la yourte funéraire, où on effectue sa toilette mortuaire. Le corps était traditionnellement déposé sur le sol, sur une litière de trèfle, le visage orienté vers La Mecque (selon la tradition musulmane) et la tête vers l'étoile polaire (tradition d'origine chamanique). Le défunt repose trois jours dans la yourte funéraire, parfois moins s'il fait trop chaud. Avant les funérailles, quatre personnes sont désignées pour procéder à une seconde toilette mortuaire. Il était ensuite de coutume qu'une personne garde le mort, et qu'on chevauche sept fois autour de la yourte, mais cette dernière pratique a disparu. Le mort est ensuite inhumé.
Un cimetière était construit selon le clan, où les sépultures étaient faites selon le clan et l'appartenance à la jüz.

### Langue

#### Classification et statut

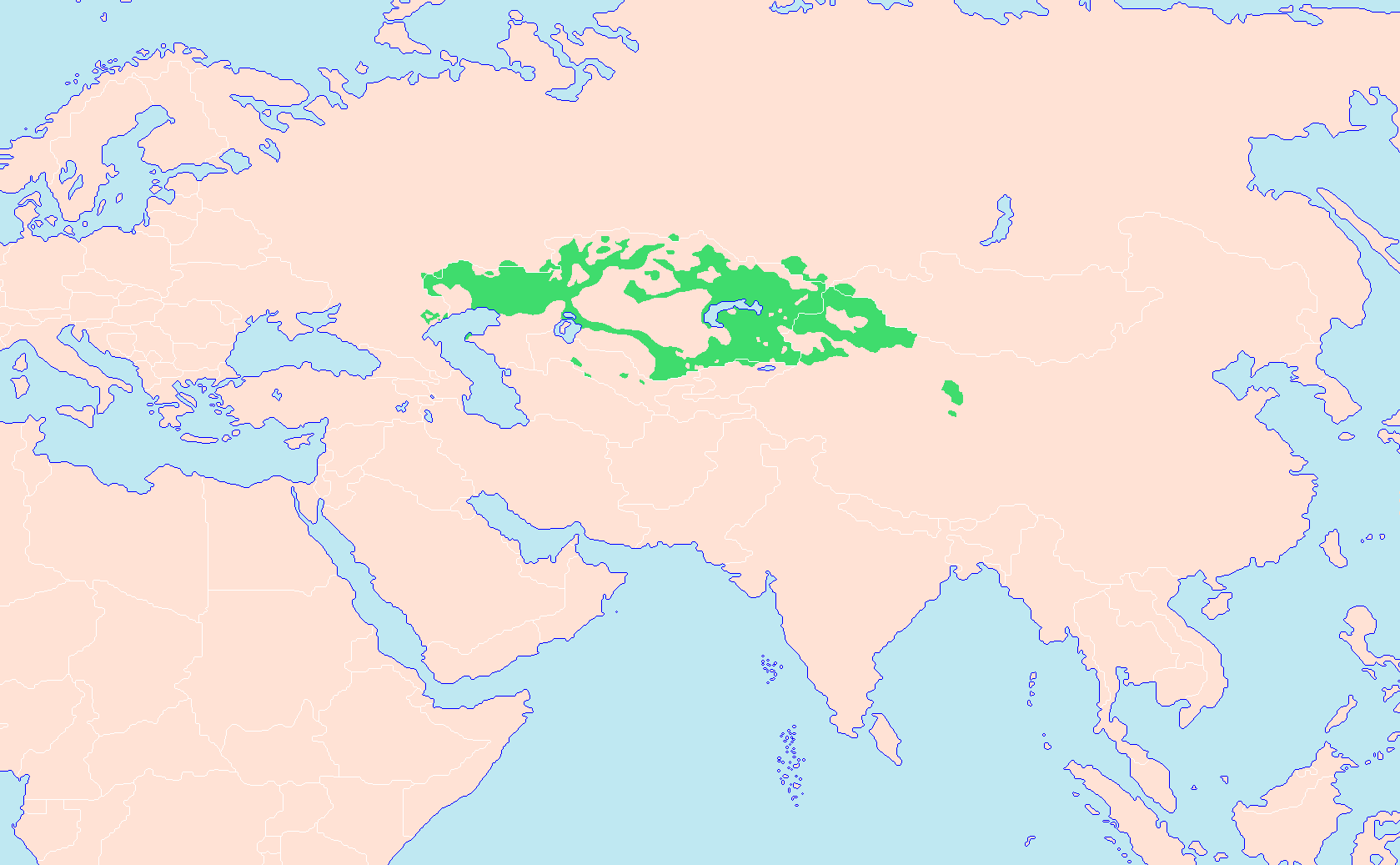
Aire de répartition de la langue kazakhe (fin du XXe siècle).

La langue kazakhe appartient au sous-groupe des langues kiptchak du groupe des langues turques. Elle appartient, avec le nogaï, le karagasse et le karakalpak au groupe des langues nogaï (ru). Elle est étroitement apparentée aux autres langues d'Asie centrale : ouzbek, kirghize, ouïghour, turkmène, mais pas au tadjik qui fait partie du groupe iranien des langues indo-européennes. Elle a le statut de langue officielle au Kazakhstan, dans la préfecture autonome kazakhe d'Ili en Chine, dans le raïon de Koch-Agatch en république de l'Altaï, et est utilisée dans certaines publications officielles en république de l'Altaï. On estime le nombre de locuteurs de la langue kazakhe entre 12 et 15 millions de personnes.

#### Développement
La formation et le développement de la langue kazakhe proche du kazakh contemporain se sont faits au cours des XIIIe – XIVe siècles au sein de la Horde d'or, où les communications se sont peu à peu faites majoritairement en langues turques,. La langue n'a pas subi d'altération majeure depuis lors. Entre le XIIIe siècle et le début du XXe siècle, les œuvres littéraires étaient en turki (en), langue qui se trouve à l'origine des langues turques locales d'Asie centrale. Le kazakh littéraire (ru) est basé sur le dialecte kazakh nord-est, qu'utilisèrent les auteurs Abaï Kounanbaïouly et Ibraï Altynsarine (en). Selon Sarsen Amanjolov (en), la langue kazakhe présente trois grands dialectes : celui de l'ouest, celui du nord-est et celui du sud. Les deux premiers sont issus des mélanges tribaux de Kazakhs au cours des siècles, tandis que le dialecte du sud a de fortes influences kirghize et ouzbèke du fait de la domination du Khanat de Kokand sur les tribus kazakhes méridionales pendant plusieurs siècles.

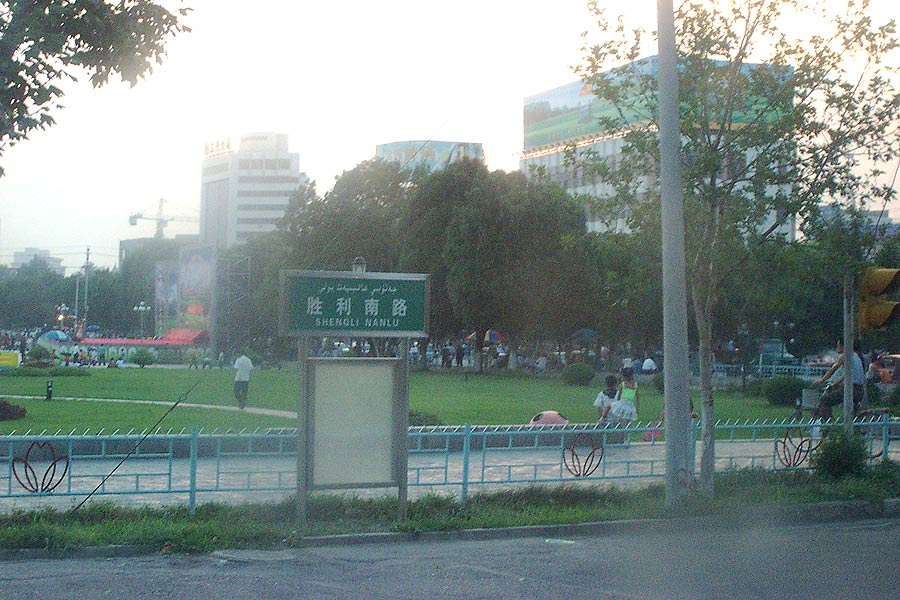
Panneau trilingue kazakh, chinois et anglais à Yining, en Chine.

À partir de l'indépendance du Kazakhstan en 1991, des tendances puristes ont commencé à environner la langue kazakhe. En particulier, les mots venant de l'étranger, même s'ils sont généralement acceptés et utilisés par la population, sont traduits par les linguistes par des néologismes,. La langue kazakhe a subi, dans les ex-républiques soviétiques, l'influence du russe. Une part importante du lexique récent est constitué d'emprunts à cette langue. Il en résulte des différences mineures entre le kazakh parlé en ex-URSS et le kazakh parlé en Chine occidentale (principalement préfecture autonome kazakhe d'Ili) qui n'a pas été exposé aux mêmes influences au cours du XXe siècle, ainsi que dans l'Ouest de la Mongolie.

#### Usage du kazakh
Tous les Kazakhs ne maîtrisent pas parfaitement le kazakh, mais la plupart des Kazakhs du Kazakhstan parlent le russe ; les Oralmans connaissent généralement mieux le kazakh que les Kazakhstanais de longue date. Dans le Nord du Kazakhstan, et surtout dans les villes ainsi qu'à Almaty, l'usage du kazakh a longtemps été supplanté par celui du russe et souvent limité au cercle familial. Au lendemain de l'indépendance du pays, le kazakh apparaissait comme une langue menacée. Le pouvoir en place a réagi en n'accordant le statut de langue officielle qu'à la seule langue kazakhe au détriment du russe. L'enseignement du kazakh est désormais obligatoire pour tous les citoyens du pays quelle que soit leur appartenance ethnique.
Le kazakh est également encore utilisé, au côté du russe, par les Kazakhs de la fédération de Russie, bien que la langue se perde au fil des générations.

#### Écriture
Les Kazakhs, comme tous les peuples turciques, descendent historiquement de peuples utilisant l'alphabet de l'Orkhon (entre les VIIe et Xe siècles). L'expansion de l'islam a répandu au début du Xe siècle l'usage de l'alphabet arabe parmi les Kazakhs, avec bien sûr des changements notables. Les Kazakhs de Chine continuent encore de nos jours à utiliser l'écriture du kazakh en caractères dérivés de l'alphabet arabe, selon la réforme d'Akhmet Baïtoursinoff, au côté de l'écriture han ; les Ouïghours utilisent également cet alphabet. Pendant la période soviétique, la langue kazakhe a d'abord, à des fins politiques et notamment pour éliminer les racines musulmanes et turques parmi les peuples de l'URSS, été transcrite en caractères latins, en 1926, puis a été transcrite en caractères cyrilliques, en 1939. Le kazakh contemporain utilise depuis 1940 un alphabet cyrillique de 42 lettres. Le gouvernement du Kazakhstan prévoit de commencer un processus de latinisation du kazakh pour 2025 ; toutefois, il existe des courants de pensée qui estiment que cette réforme pourrait nuire à la langue, se trouvant déjà dans une situation fragile.

### Religion
Les Kazakhs étaient traditionnellement chamanistes (plus précisément tengristes) ; ils ont historiquement été en contact avec le zoroastrisme, le christianisme (notamment le nestorianisme), le bouddhisme et le manichéisme. La première apparition de l'islam a probablement eu lieu vers le VIIIe siècle. L'islam a eu plus de mal à progresser parmi les peuples turcs nomades que parmi les sédentaires, notamment du fait de leur forte adhésion au tengrisme. La diffusion de l'islam s'est faite sur plusieurs siècles, à partir du sud du Kazakhstan, s'imposant d'abord aux régions du Jetyssou et du Syr-Daria. Proclamé religion d'État par les Qarakhanides au Xe siècle, sa progression fut freinée par l'influence chamane mongole des grandes conquêtes de Gengis Khan, mais se poursuivit pendant les siècles suivants. Les khans de la Horde d'or Berké (1255-1266) et Özbeg (1312-1340) se convertirent à l'islam, qui était à tendance fortement soufiste au sein des turcs pendant cette période.
De nos jours, la plupart des Kazakhs sont musulmans sunnites de rite (Madhhab) hanafite, suivant l'école du maturidisme (on estime que 70 % des Kazakhs sont musulmans sunnites) et observent au moins une partie des rites. Il existe des groupes chiites minoritaires au Kazakhstan, mais ils semblent relever de minorités ethniques non kazakhes,. La plupart des musulmans du Kazakhstan préfèrent ne pas s'identifier à un courant en particulier. Cependant, seule une faible partie de la population est réellement pratiquante (priant régulièrement et observant totalement les commandements), les Kazakhs privilégiant la vie sociale et familiale. Cela s'explique par la période soviétique, où la pratique religieuse fut fortement découragée, entraînant une perte des habitudes religieuses. Certaines traditions antérieures à l'islamisation des Kazakhs ont malgré tout persisté, parallèlement à l'islam ; il est par exemple courant d'entendre les termes Koudaï ou Tengri comme synonymes d'Allah. De plus, un certain nombre de coutumes kazakhes, provenant de l'époque du polythéisme et du tengrisme, sont en contradiction avec les préceptes islamiques. Par exemple, comme dans différents pays turcs, sous l'influence persane, Norouz (appelée localement Nawriz meyrami - kazakh : Науріз мейрамі), fête du zoroastrisme reste la fête marquant le nouvel an issu du calendrier zoroastrien. L'hippophagie est un autre exemple de coutume pratiquée par les Kazakhs et controversée dans l'islam.
Il y a 5 % de Kazakhs chrétiens orthodoxes (surtout dans le Nord du pays), et protestants ; l'implantation du christianisme parmi les Kazakhs a toujours connu un faible succès. En raison notamment de l'histoire récente de l'URSS, il y a également un grand nombre d’athées (environ 100 000) ou d'incroyants parmi les Kazakhs. Le tengrisme et le chamanisme sont toujours présents parmi les Kazakhs[réf. nécessaire].

### Habits kazakhs

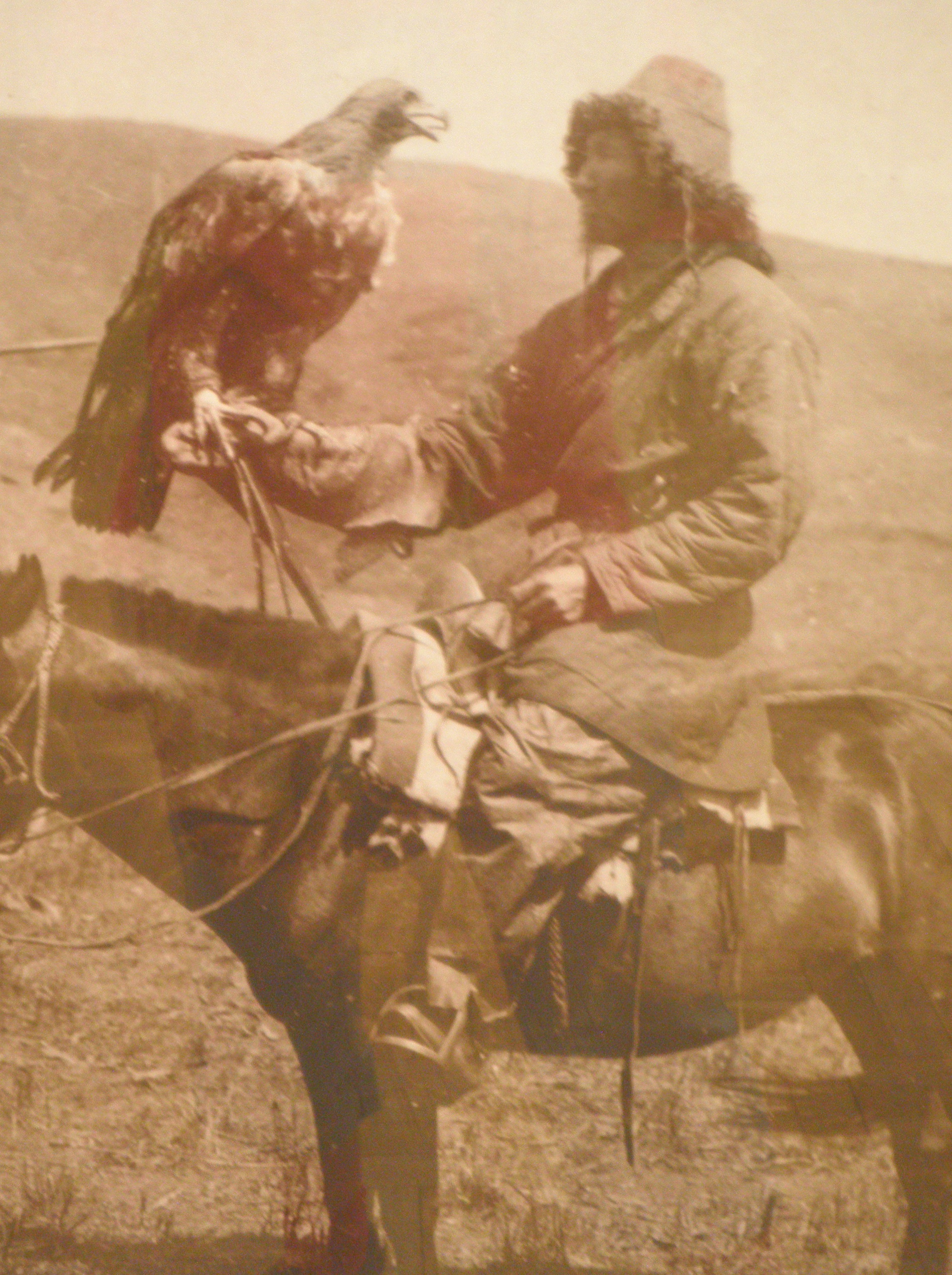
Cavalier kazakh, 1910.

Pendant longtemps, les habits kazakhs sont restés simples et fonctionnels. Ils avaient des formes similaires pour toutes les catégories sociales, mais avec certaines variations selon le rang ou l'âge. Les parures les plus élégantes étaient décorées de fourrure, de broderies et de bijoux. On utilisait traditionnellement pour les vêtements des matériaux produits localement comme le cuir, la fourrure, le feutre fin, le tissu. Les habits fabriqués à partir de produits importés - soie, brocart, velours - étaient une marque de prospérité. Le coton était assez répandu.
Les Kazakhs ont toujours apprécié le cuir et la fourrure. Les vêtements d'hiver, qui devaient être adaptés aux conditions extrêmes des steppes kazakhes, pouvaient être en peaux de mouton, comme le ton (kazakh : тон), ou en fourrure, comme le chach (kazakh : шаш).

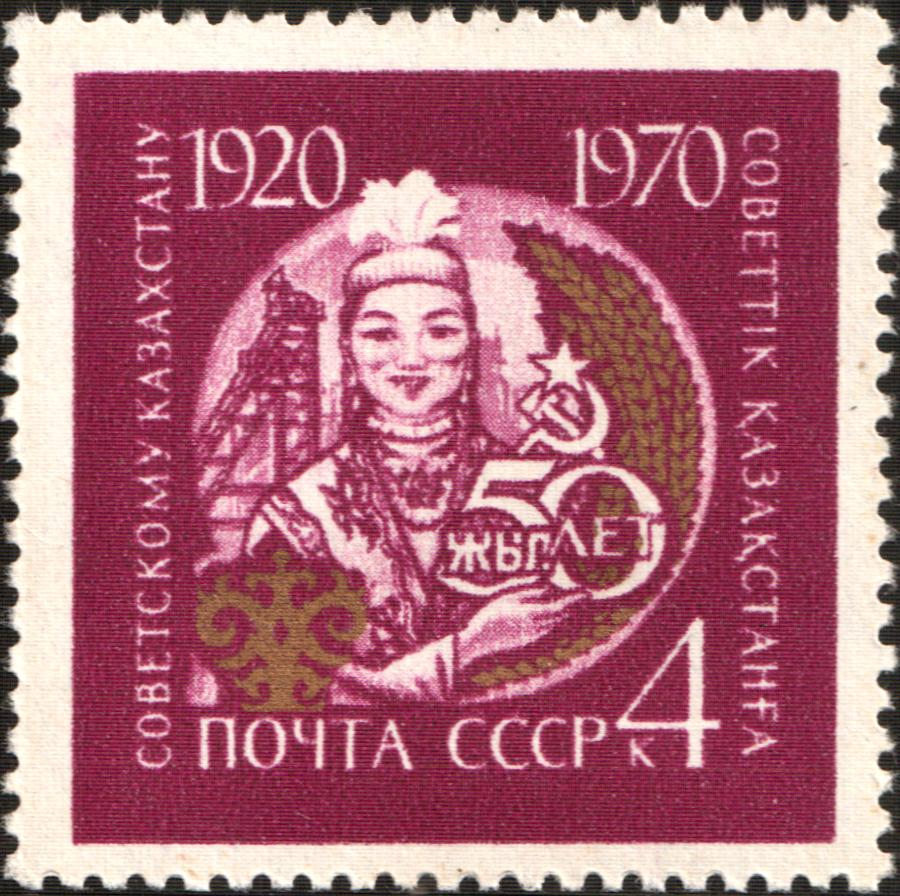
Timbre de l'URSS illustré d'une femme kazakhe portant la takyya.

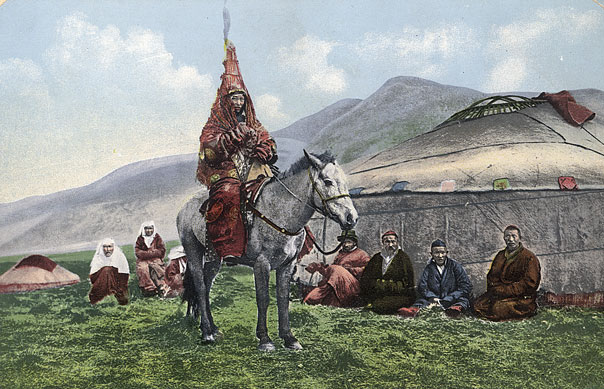
Femme en tenue de mariage portant le saukele (début XX).

Les femmes kazakhes portaient traditionnellement une robe et un gilet. Les habits d'extérieur étaient similaires à ceux des hommes, mais comportaient parfois quelques ornements. Le couvre-chef était un indicateur du statut marital ; les jeunes filles portaient une coiffe caractéristique, similaire pour toutes les tribus, quand la coiffe des femmes mariées présentait des variations plus significatives en fonction des lieux. Les jeunes filles portaient un chapeau rond généralement couvert de satin, la takyya (kazakh : такыя), et le borik (kazakh : борик), un haut chapeau conique pointu à base bordée de fourrure ou de peau de mouton. Des plumes de chouette pouvaient être plantées au sommet de la takyya, étant considérées comme un talisman. Au cours du mariage, la mariée portait le coûteux saukele (ru) (kazakh : Сәукеле), un chapeau conique de 70 cm de haut orné de pierres précieuses et de décorations ayant toutes une signification symbolique puissante. Le saukele faisait partie de la dot, et était préparé bien avant que la jeune fille ait atteint l'âge de se marier ; il se portait le jour du mariage et par la suite au cours des festivités importantes. Le kimechek (kazakh : кимешек) était porté par les jeunes mariées ; présentant un voile accroché à la coiffe, il couvrait le cou, les épaules, la poitrine et une partie du dos.

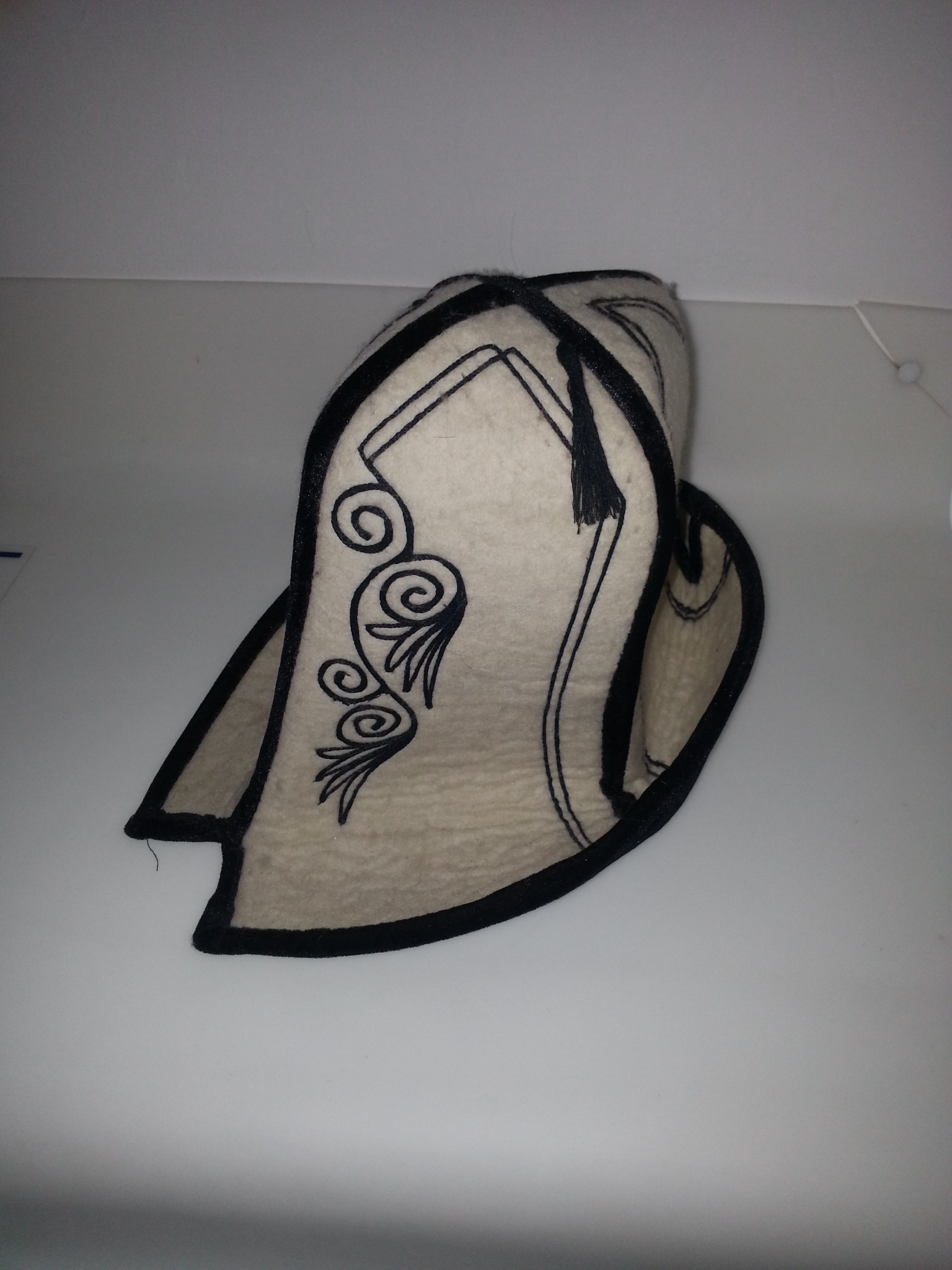
Kalpak, chapeau traditionnel porté par les hommes.

Les hommes portaient différents chapeaux, une autre forme de takyya, et des coiffes d'hiver et d'été. Le chapeau d'été, ou kalpak (kazakh : калпак) était fait de feutre, en général blanc. Le borik et le tymak (kazakh : тымак) étaient des chapeaux d'hiver. Ce dernier, conçu avec des cache-oreilles en fourrure (le renard étant considéré comme le plus prestigieux) qui recouvrent également la nuque, est encore populaire de nos jours. Le bachyk (kazakh : башлык) est un autre couvre-chef porté principalement au sein des jüz petite et moyenne au XIXe siècle, fabriqué traditionnellement en feutre de chameau.
Comme les Kazakhs ont toujours été un peuple de cavaliers, les pantalons ont été très tôt une partie importante de leur costume. Le vêtement d'extérieur principal est le chapan (en) (kazakh : Шапан, une sorte de robe portée par les hommes. Il était possible d'en porter plusieurs les unes sur les autres ; afin de marquer leur statut, les chefs en portaient ainsi deux ou trois, même pendant l'été, avec le plus précieux à l'extérieur.
Autre fois, les chaussures des hommes et des femmes étaient relativement semblables. Les chaussures variaient en fonction des saisons. En hiver, les Kazakhs portaient des bottes hautes au-dessus de leurs chaussettes en feutre, avec des talons hauts (environ 6 à 8 cm) pour les jeunes et moins hauts pour les personnes âgées. Il existe un autre type de bottes légères, sans talon, appelé itchigi (kazakh : ичиги) ou masi kazakh : маси).
Les ornements étaient très variés, et s'appliquaient largement aux chapeaux, bottes, et vêtements. La cornaline, le corail, les perles et le verre coloré étaient utilisés pour sertir les bijoux en or, argent, cuivre et bronze des femmes. On trouve des boucles d'oreille, des bracelets et des anneaux dans leurs parures, dont le bes bilezik (kazakh : бес бiлезiк), un bracelet lié à trois bagues. Les ceintures, élément indispensable de la tenue des hommes comme des femmes, étaient savamment décorées de broderies et cloutées d'argent. Le choix des bijoux dépendait de l'âge et du statut social et marital, voire du clan.
Sous l'URSS, les Kazakhs ont adopté un style vestimentaire occidental, et cette mode s'est poursuivie de nos jours. Le Kazakhstan indépendant a vu se développer un courant de mode kazakh, qui a réussi à se faire représenter une fois à la Fashion Week de Paris en 2008.

### Musique
La composition de chants faisait partie intégrante de la vie kazakhe, qu'ils soient créés pour manifester l'amour ou le deuil. Une forme répandue de l'art musical kazakh est le kuï, une pièce de musique instrumentale traditionnelle, inscrite depuis 2014 au Patrimoine mondial. Le kuï est caractérisé par une métrique simple, mixte et variable, avec une grande variété de formes, allant de la plus simple mélodie à une pièce très élaborée à plusieurs instruments. La musique des kuïs peut inclure des parties en gamme pentatonique et se baser sur une gamme diatonique.

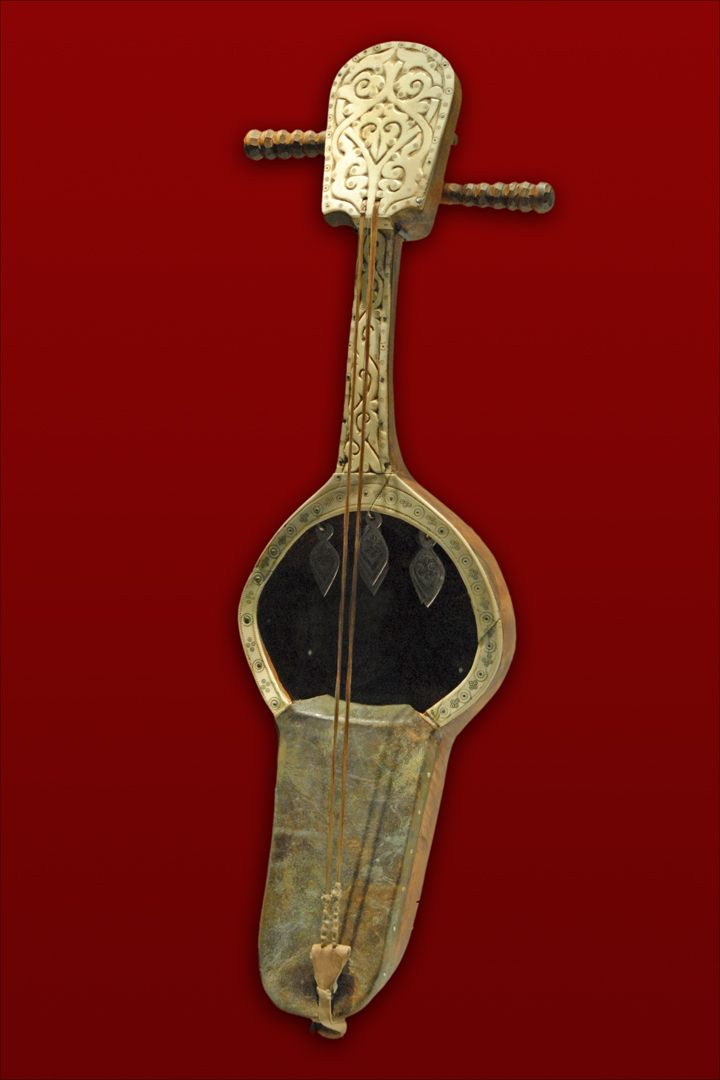
Kobyz.

La musique kazakhe traditionnelle est très influencée par la musique chamanique mongole et les musiques du monde turc. Elle a ses propres instruments, comme la dombra ou le kobyz, qu'elle partage parfois avec la musique kirghize et dont une partie est issue de la musique chamanique (des percussions telles que le Asatayak, la guimbarde (shankobyz (kazakh : Шаңқобыз)).
Pendant les années 1930, la musique traditionnelle kazakhe a été mise à l'honneur en URSS, avec notamment la classification de ses genres par Alexandre Zatayevitch (en). Peu à peu, sous l'influence soviétique, de nouvelles formes de musiques furent intégrées par les Kazakhs : des musiciens kazakhs comme Akhmet Zhubanov (kk) étudièrent la musique à Moscou et composèrent des pièces de musique classique (des opéras comme Abaï, des ballets, etc.), et des conservatoires furent créés. Différents genres musicaux internationaux inspirèrent les musiciens kazakhs, qui s'approprièrent cette culture (ce qui a donné naissance à des groupes de musique folk, comme Dos-Moukassan (ru)) ou la mêlèrent à leur héritage musical, ce qui a contribué à la survie de la musique traditionnelle kazakhe (voir ensemble Turan).

### Littérature

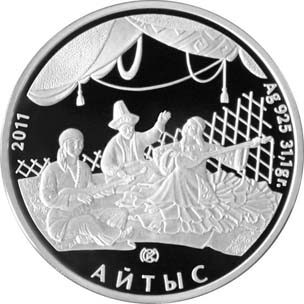
Monnaie commémorative du Kazakhstan en l'honneur de l'aïtys.

La littérature kazakhe a longtemps été de tradition orale, et n'a finalement été mise par écrit qu'à partir de la fin du XIXe siècle. Elle était caractérisée par des épopées historiques ou héroïques, des chansons historiques, et des écrits généalogiques (voir chejire kazakh). Un acteur essentiel de la perpétuation du patrimoine oral est le jyraou, conteur qui relate les épopées, à la différence de l'akyn, qui compose de nouvelles œuvres, et improvise des poèmes au cours des aïtys (joutes verbales) en s'accompagnant de la dombra. Les déclamations se doivent d'être accompagnées de musique.
La littérature kazakhe moderne ne commence à se former que dans la seconde moitié du XIXe siècle, notamment sous l'influence des Russes et de la culture occidentale. L'un des auteurs les plus emblématiques de la littérature kazakhe moderne est Abaï Kounanbaïouly, qui a donné naissance à la langue littéraire kazakhe. La littérature kazakhe se diversifie sous l'URSS tout en suivant l'axe des thèmes patriotiques.

### Cinéma
Même si le premier studio de cinéma au Kazakhstan date de 1935, la production de films kazakhs n'a été soutenue par l'URSS qu'en 1941, principalement à la demande du studio Lenfilm, qui avait été relocalisé au Kazakhstan. Lorsque Lenfilm se retira du Kazakhstan, la production de films fut effectuée par le studio Kazakhfilm. Le premier film qui a profondément marqué l'histoire du cinéma kazakh est Amangueldy (ru), tourné en 1938 par Lenfilm, mais mettant en scène des Kazakhs sur un thème de leur histoire. L'histoire du cinéma kazakh sous l'URSS est caractérisée par de nombreuses renaissances, dues à l'utilisation politique des événements commémoratifs auxquels les films étaient consacrés.
Le cinéma kazakh a fait face à un problème d'audience, notamment depuis l'indépendance du Kazakhstan : les films kazakhs rencontrent moins de succès au Kazakhstan qu'à l'étranger (par exemple, le réalisateur Amir Karakoulov est plus connu en Europe qu'au Kazakhstan). Le cinéma au Kazakhstan est encore de nos jours un levier politique et idéologique, tourné entre autres vers la réalisation d'une unité nationale en essayant de mettre en valeur l'histoire et les mythes kazakhs (cas notamment du film Nomad de 2005).
Au Kazakhstan, les films les plus projetés sont majoritairement américains, russes, turcs et chinois.

### Gastronomie
Les principaux plats kazakhs sont à base de viande, consommée quatre à cinq fois par jour, en particulier de mouton, de bœuf, de cheval, et plus rarement de chameau (selon d'autres sources, il est improbable que la viande ait été au menu tous les jours du fait de la nécessité de préserver le cheptel, et les produits lactés seraient au centre de l'alimentation kazakhe). Le gibier n'est que rarement au menu. Les fruits et légumes n'étaient traditionnellement pas consommés par les Kazakhs, à l'exception de l'ail et de l'oignon sauvage issus de la cueillette ; la nourriture était systématiquement consommée cuite. C'est l'influence des peuples sédentaires qu'ils côtoyaient, notamment des Russes, puis de l'URSS, que les Kazakhs ont commencé à consommer d'autres végétaux et des féculents (pain, pomme de terre, riz, et pâtes). Les Kazakhs n'utilisaient pas d'épices. Ils conservaient leurs aliments par salaison, fermentation, fumage ou séchage.
Les Kazakhs issus d'autres régions que le Kazakhstan ont adopté un régime alimentaire différent : les Kazakhs d'Ouzbékistan consomment peu de viande, ceux de Chine consomment du porc sans y voir une infraction à l'interdit musulman et ne boivent pas de thé.
La viande est souvent consommée bouillie parce qu'ainsi, elle conserve sa graisse, importante dans l'alimentation kazakhe. De nos jours, les Kazakhs cuisinent davantage à l'électricité, mais la cuisine traditionnelle se faisait au feu de bois, que les aliments soient rôtis ou grillés. Les morceaux de viande et organes avaient pour les Kazakhs une signification particulière, et leur distribution aux membres de la famille et aux invités au cours d'un repas est codifiée,.
Le plat national kazakh est le beshbarmak (besh, « cinq » ; barmak, « doigt »). Il est composé de nouilles plates larges faites maison (kespe), de viande de cheval bouillie et d'un bouillon versé sur le plat.
D'autres plats populaires sont le kuyrdak (fait à base de morceaux de viande et de foie, de rognons, de mou, de cœur, etc.), le sirne (kazakh : сiрне - agneau préparé dans un kazan, l'ustensile de cuisine principal des Kazakhs, avec des oignons et des pommes de terre) et le palaou (kazakh : палау - plov façon kazakhe avec une grande quantité de viande et de carottes), le kepse ou salma (soupe de nouilles), la sorpa (bouillon de viande), l'ak-sorpa (bouillon de lait et de viande, ou parfois bouillon de viande simple auquel on ajoute du qurt). Le plat de résistance est souvent aussi constitué de différentes sortes de saucisses : kazys (saucisses de cheval, dont la teneur en graisse varie selon les sortes), soudjouks et jambons. Par le passé, les pasteurs consommaient aussi de la panse farcie cuite dans la cendre (similaire au haggis), mais de nos jours, ce plat est considéré comme exotique par les Kazakhs eux-mêmes. On peut aussi citer les mantıs, gros raviolis de viande cuits à la vapeur, et les pelmeni. L'alimentation kazakhe est influencée par les cuisines russe, chinoise, indienne et turque. On y trouve des samossas, des chachliks, des salades russes... La viande de cheval y est couramment mangée bouillie ou en saucisson. Le plat à base de poisson fumé le plus connu est le koktal (ru), qui s'accompagne de légumes.
| Plat de nouilles plates et de viande. |
| Beshbarmak.                           |

| Assiette contenant de gros raviolis. |
| Mantıs kazakhs.                      |

| Nouilles et morceaux de viande mijotant dans une casserole. |
| Kuyrdak.                                                    |

| Assiette contenant des rondelles de saucisses de viande et de graisse |
| Kazys.                                                                |

| Plat de riz avec des carottes et des morceaux de viande. |
| Plov.                                                    |

Une des traditions kazakhes les mieux perpétuées, appelée sogym (kazakh : согым), consiste à acheter et cuisiner un cheval pour l'hiver dès les premiers frimas.
Outre les plats à base de viande, une grande variété de plats et de boissons à base de lait existent : le koumis (lait de jument fermenté par l'action de levures et de bactéries lactiques), le shubat (lait de chamelle fermenté), le kéfir de lait de chèvre ou de brebis, l'ayran ; le ghi, le lait, la crème, le fromage blanc sont aussi très utilisés, ainsi que le qatiq (en). Le qurt est fait à partir de qatiq, et est séché pour être consommé l'hiver. Diverses formes de yaourts sont également populaires.
| Deux bols de lait, celui de gauche plus épais et plus blanc, celui de droite plus clair et beigeâtre. |
| Bols de shubat (à gauche) et de koumis (à droite).                                                    |

| Boîte contenant des boulettes blanches. |
| Qurt.                                   |

Plusieurs types de pains plats sont traditionnellement préparés par les Kazakhs, notamment le naan, la lépiochka ou shelpek (pain rond d'Asie centrale) et les baoursaki. Ces pains étaient cuits dans le kazan ou dans le tandoor. Les Kazakhs consommaient aussi des céréales sous forme de bouillies, soit de millet (tary), soit de blé et d'orge (talkan (ru)) ; une forme sucrée de ces bouillies est le jent (ru).
| Pains frits dans une assiette. |
| Baoursaki.                     |

| Galettes dorées dans une assiette. |
| Shelpek.                           |

| Pain rond et plat. |
| Nan.               |

Tout repas pris sur le dastarkhān se termine par un thé, boisson également très appréciée. Le thé y est fort, et bu avec du lait, voire de la crème ; la consommation de thé au Kazakhstan est l'une des plus élevées au monde (10e pays consommant le plus de thé par habitant en 2016). On l'accompagne de friandises comme le balkaïmak ou le çäkçäk.
| Biscuits en forme de triangles disposés dans un bol. |
| Jent (ru).                                           |

| Gâteaux servis avec du thé |
| Çäkçäk.                    |

Le Kazakhstan est le pays d'origine de la pomme cultivée (voir Histoire de la pomme), la variété la plus ancienne cultivée connue étant Malus sieversii, dont l'origine du génome se trouve au Kazakhstan, il y a environ 50 millions d'années ; ce fait a été confirmé par une analyse génétique en 2010. C'est ce qui a donné son nom à l'ancienne capitale, Almaty, composé sous l'ère soviétique de (алма) signifiant « pomme », auquel était ajouté ata (ата), « père », ce qui donnait Alma-Ata « père des pommes ».

### Sports

#### Sports nationaux

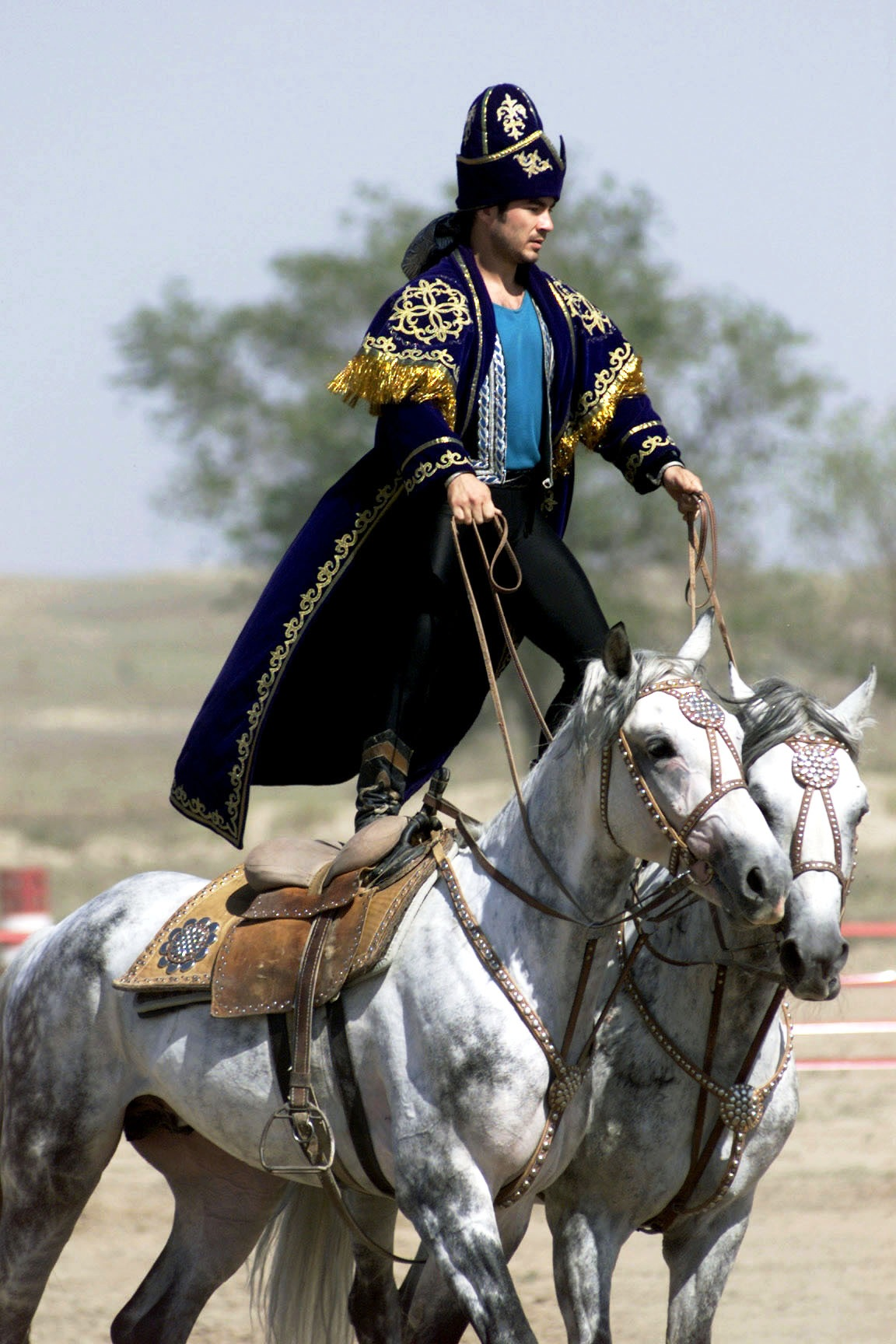
Les jeux équestres sont prédominants parmi les pratiques sportives traditionnelles des Kazakhs.

Les Kazakhs pratiquaient traditionnellement un certain nombre de sports et de jeux, notamment montés. Ces sports, visant souvent à développer une maîtrise équestre utile en temps de guerre, ont fini par être plus ou moins délaissés au cours de la sédentarisation sous l'URSS. Ils sont à nouveau mis en avant par la renaissance des traditions promue par le Kazakhstan indépendant, notamment par la création de l'Association des sports nationaux, ou la participation aux Jeux mondiaux nomades.
Plusieurs types de courses de chevaux peuvent être distingués parmi les sports hippiques kazakhs. Une course très populaire est le baïge, qu'on organise en automne ou au printemps, et se dispute sur de longues distances (entre 20 et 30 km en moyenne), ce qui est très éprouvant pour le cheval et le cavalier. Il en existe plusieurs variantes, selon l'âge des chevaux et la difficulté de la course : le taï-baïge se fait sur une dizaine de kilomètres et implique des chevaux d'un an et demi montés à cru par des enfants, le kounan-baïge est effectué par des chevaux de deux ans sur une vingtaine de kilomètres, et le baïge-alaman se court sur une quarantaine de kilomètres. Un autre type de course est le jorga-jarys, pratiqué sur cheval ambleur. Cette course, habituellement sur une faible distance (entre 2 et 3 km pour les femmes, et entre 4 et 6 km pour les hommes), doit être effectuée à l'amble. Les arbitres notent chaque manquement à respecter cette allure, et disqualifient le cavalier à la troisième infraction.
Les Kazakhs pratiquaient différents jeux équestres. Certains visaient à démontrer la valeur individuelle du cavalier, et impliquaient des formes de voltige cosaque, comme le tenge alu, où les cavaliers doivent ramasser des pièces de monnaie au sol, le jamby atu, un jeu d'adresse où le cavalier au galop doit atteindre une cible en tirant une flèche, ou le kyz kuu (poursuite de jeune fille), une course où, dans un premier temps, le cavalier tente de rattraper la cavalière pour lui donner un baiser, et où dans un second temps, la cavalière doit rattraper le cavalier pour le frapper de son knout. Les autres jeux visaient davantage à entraîner les cavaliers en temps de paix pour mieux se préparer à la guerre ; c'est le cas du Kok-par, un jeu équestre par équipes où les cavaliers se disputent une carcasse de chèvre, du saïys (kazakh : Сайыс), une sorte de joute équestre, de l'aoudaryspak, une lutte équestre proche de l'Er Enish, ou du tartyspak kazakh : Тартыспак, jeu équestre en équipe. Toutes sortes d'activités de plein air se faisaient à cheval, y compris une forme de tir à la corde monté (kazakh : Аркан-тарту).
En dehors des sports impliquant des chevaux, un certain nombre d'autres disciplines était populaire parmi les Kazakhs, comme le koures kazakh, une forme de lutte, le bourkout-salou (chasse avec des aigles ; voir Berkutchi) et d'autres formes de chasse, dont salburun, davantage pratiquées par les Kazakhs de Bayan-Ölgii.

#### Sports contemporains
Les Kazakhs pratiquent beaucoup de sports contemporains, notamment le football et le hockey sur glace, rendu populaire sous l'ère soviétique, et excellent dans un certain nombre de disciplines, comme la boxe et le cyclisme (voir sport au Kazakhstan). Les Kazakhs apprécient les sports d'hiver, ainsi que le water-polo.

### Jeux
Les jeux traditionnels populaires parmi les Kazakhs sont :
- le Toguz Kumalak, jeu de type mancala à neuf godets ;
- l'asyk, jeu à base d'osselets[D 74].

Les Kazakhs ont également pratiqué des jeux plus connus de l'Occident, comme le backgammon, les dominos et les jeux de cartes ; pendant l'ère soviétique, ils ont commencé à exceller aux échecs. Les Kazakhs se sont aussi adonnés au xiangqi et au mah-jong.

## Personnages importants de l'histoire kazakhe
La perception des personnages importants de l'histoire kazakhe a pu varier selon les périodes, notamment en ce qui concerne les meneurs de révoltes, idéalisés de nos jours, mais traités comme des hors-la-loi dans les manuels de l'URSS.
Les personnages politiques mis à l'honneur, dans sa quête identitaire, par le Kazakhstan indépendant dirigé par Nursultan Nazarbayev, sont ceux qui ont contribué à rassembler la nation kazakhe. On retrouve ainsi Janibek Khan et Kereï Khan, fondateurs du Khanat kazakh, mais aussi Kassym Khan (en), qui a étendu le territoire du khanat au XVIe siècle. Parmi les Khans notables, Abylaï Khan est également mis au premier rang. Kenessary Kassymov, par le mouvement de révolte très fédérateur qu'il a mené au XIXe siècle, fait aussi partie des figures kazakhes notables. Parmi les dirigeants modernes, les Kazakhs commémorent Dinmoukhammed Kounaïev, dirigeant kazakh de la République socialiste soviétique kazakhe.
Les autres personnes mises en valeur par les Kazakhs sont également des figures ayant eu une influence fédératrice sur la nation, notamment dans le domaine religieux, avec Ahmed Yasavi, ou linguistique, en particulier Abaï Kounanbaïouly, fondateur de la langue littéraire kazakhe, ou Moukhtar Aouézov.
Des personnalités artistiques comme Roza Rymbayeva (en) ou littéraires, comme Ybyrai Altynsarin (en), Akhmet Baïtoursinoff et Tchokan Valikhanov ont également eu un certain renom, notamment à travers l'URSS.

## Galerie

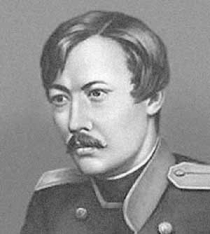
Scientifique et éducateur kazakh Tchokan Valikhanov
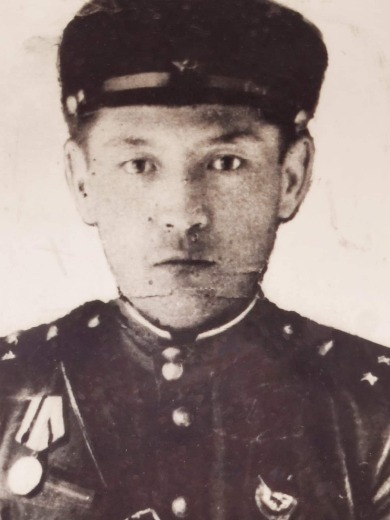
Galiy Adilbekov – le seul commandant de brigade de chars kazakh de la Seconde Guerre mondiale
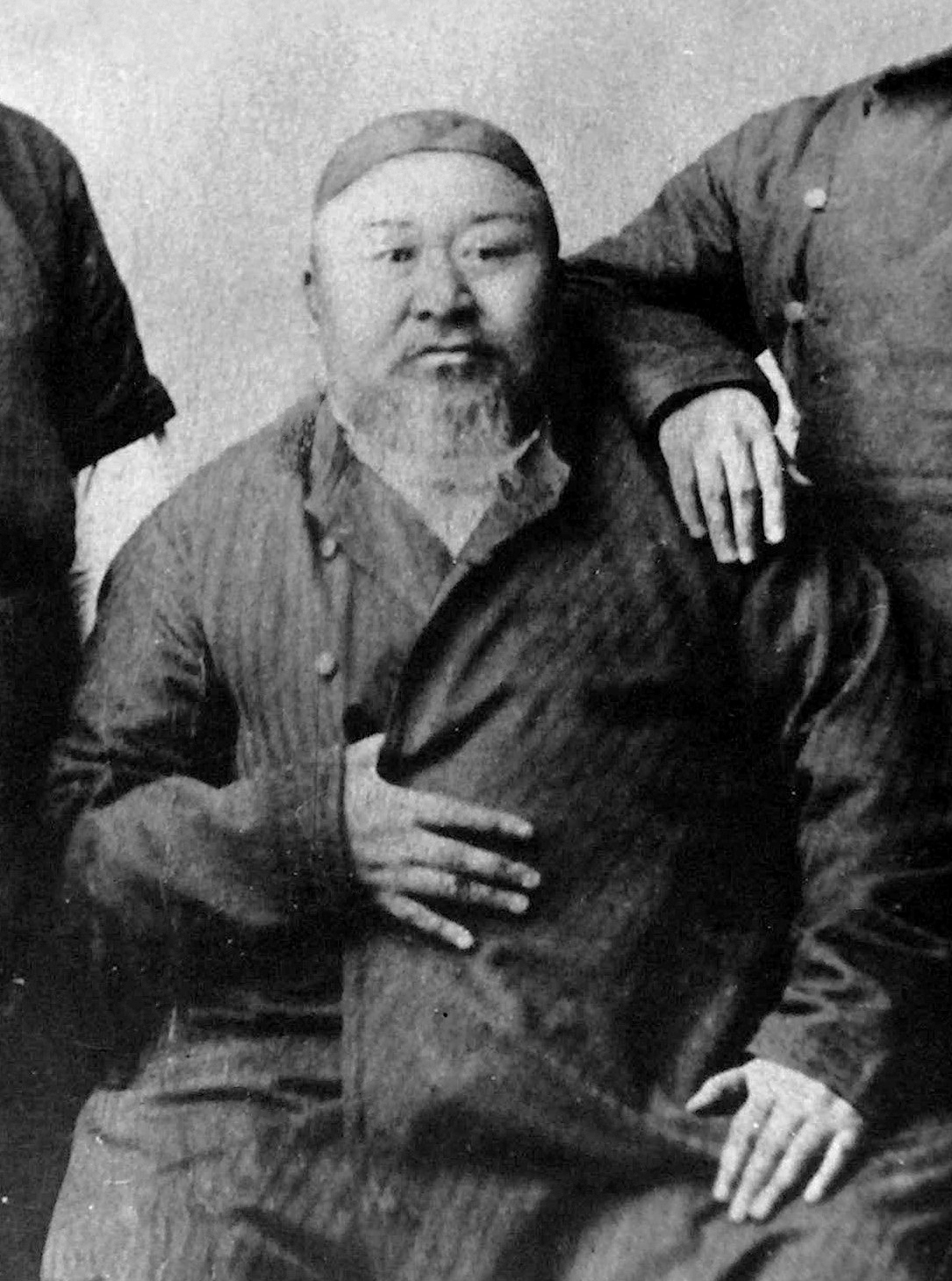
Abaï Kounanbaïouly
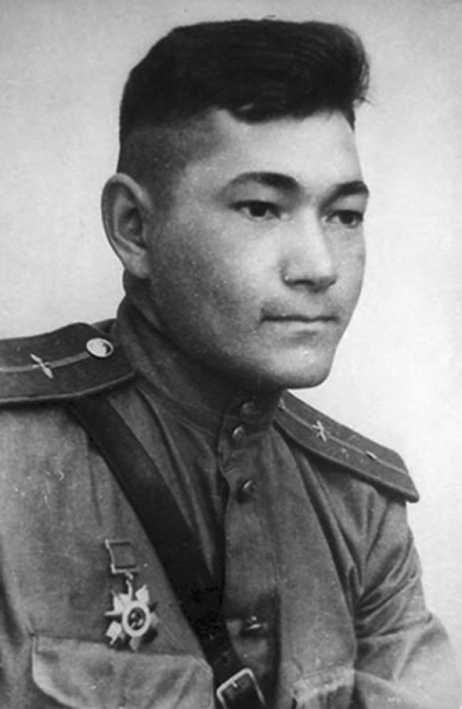
Talgat Begeldinov – pilote d'attaque soviétique, deux fois héros de l'Union soviétique (1944, 1945)
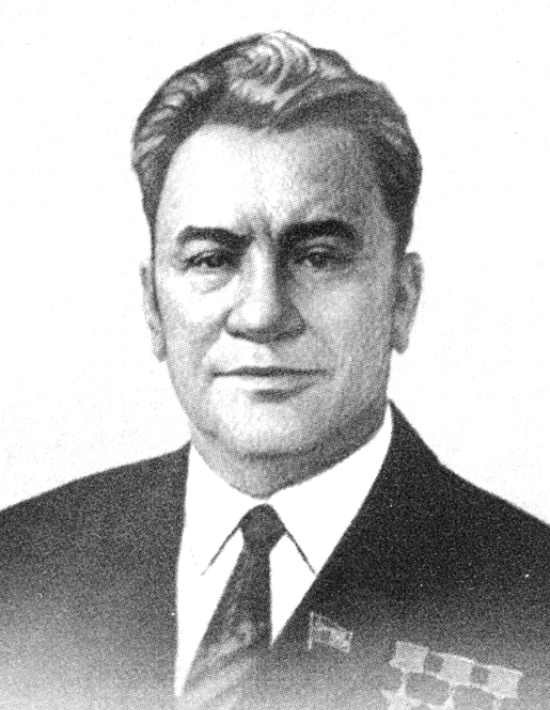
Dinmoukhammed Kounaïev
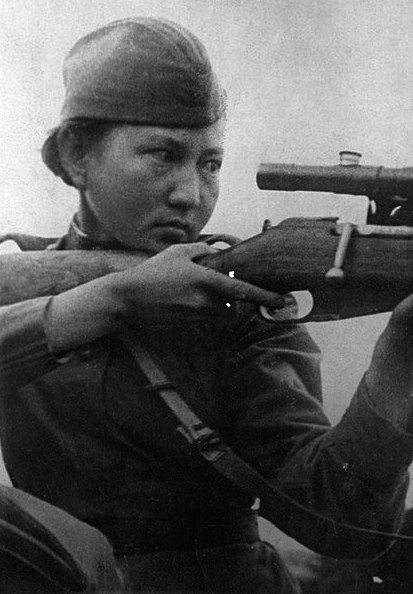
Aliya Moldagulova – Tireuse d'élite soviétique, Héros de l'Union soviétique 1944
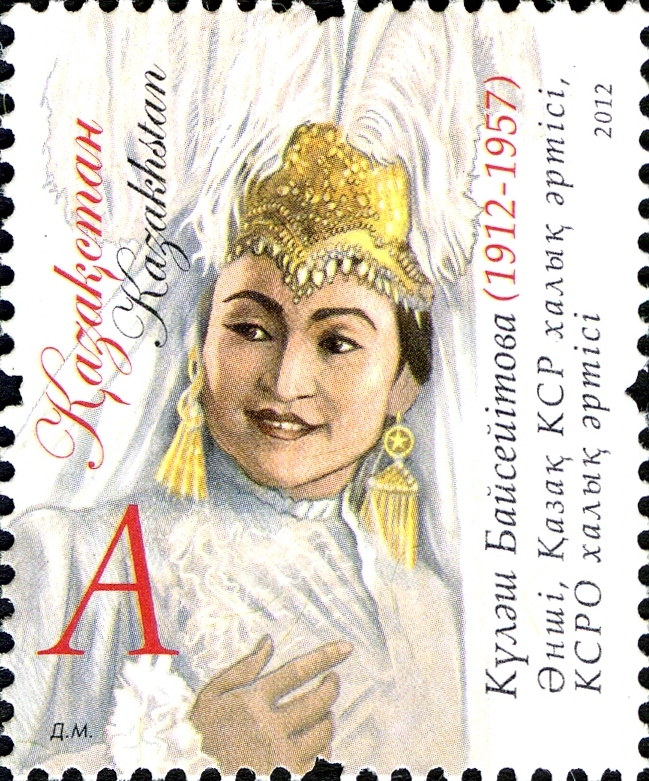
Kulyash Baiseitova - l'un des premiers titulaires du titre «Artiste du peuple de l'URSS» (1936)
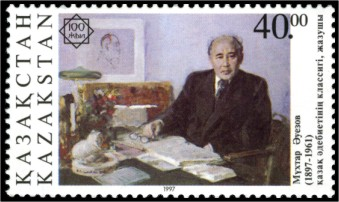
Moukhtar Aouézov
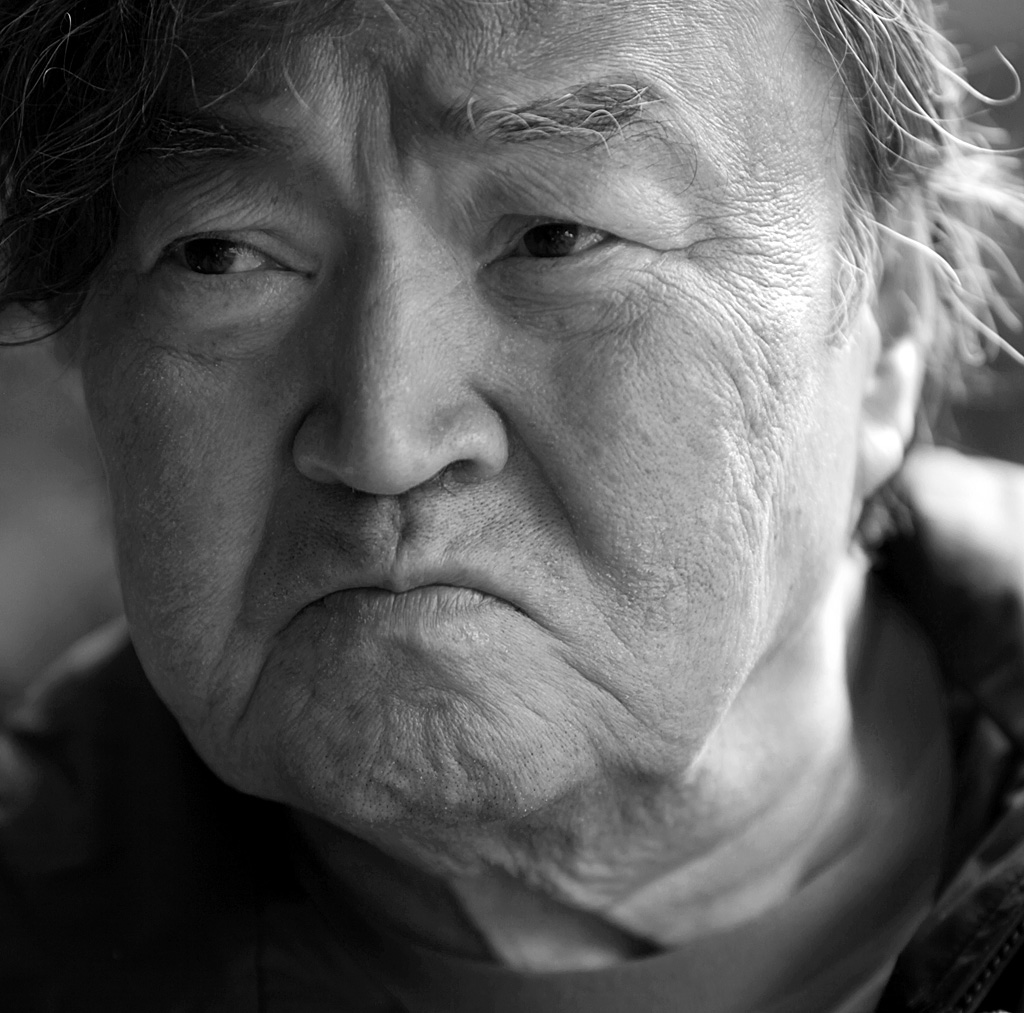
Suleimenov Oljas Omarovitch
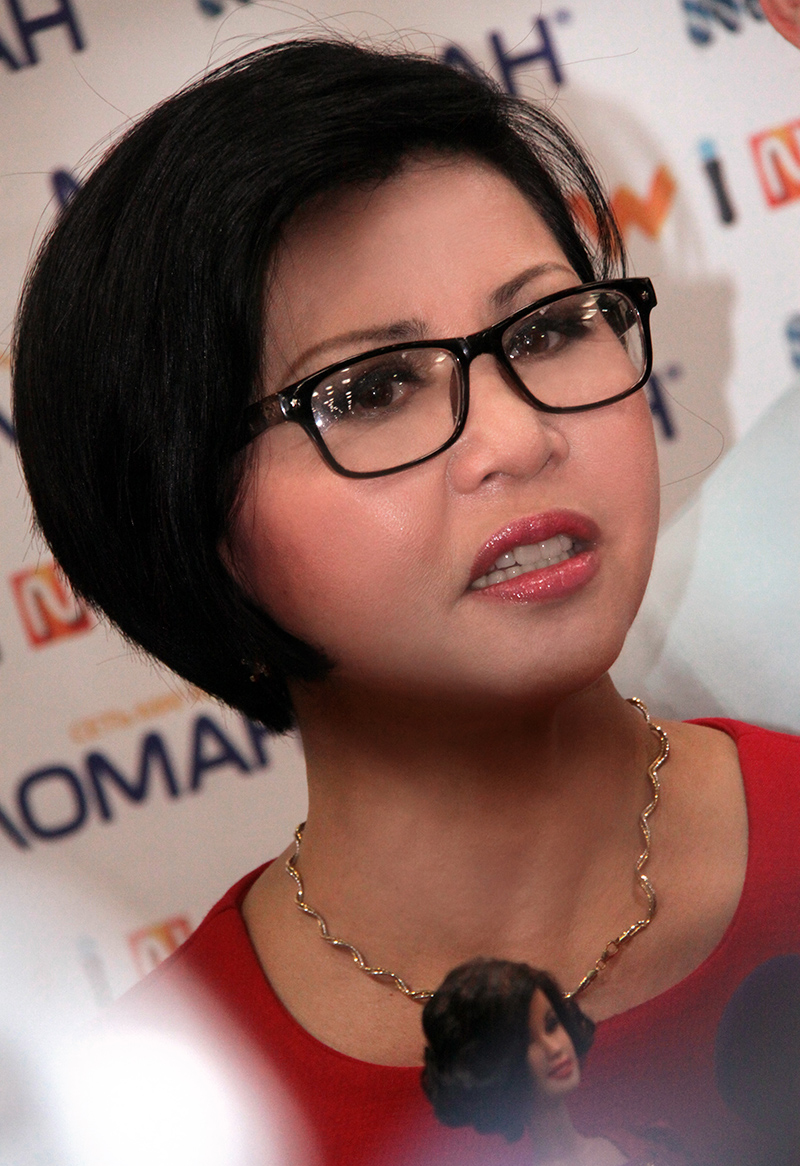
Chanteuse pop kazakhe Rymbayeva Roza
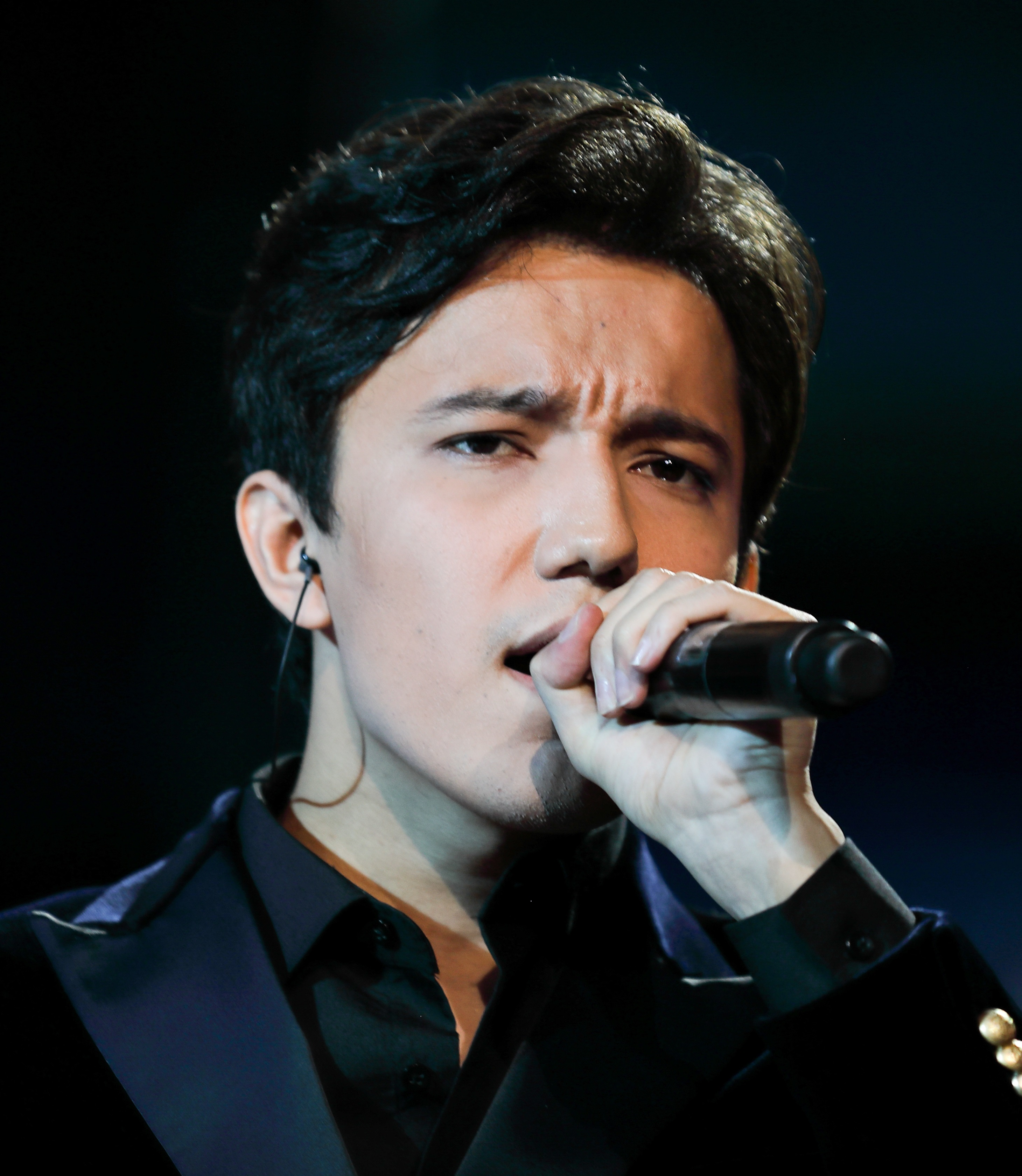
Chanteur kazakh Dimash Qudaibergen
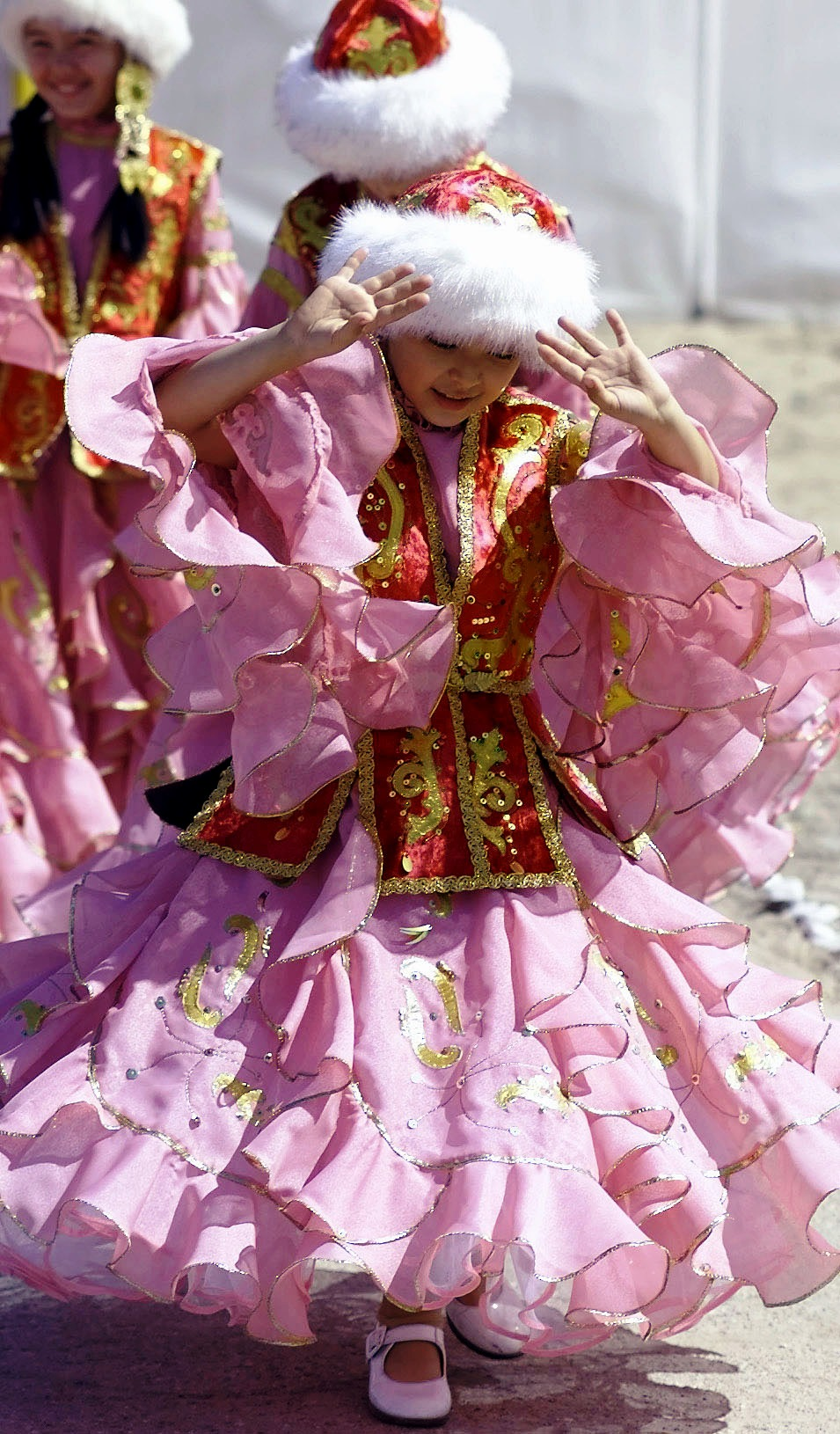
Filles kazakhes en costumes nationaux
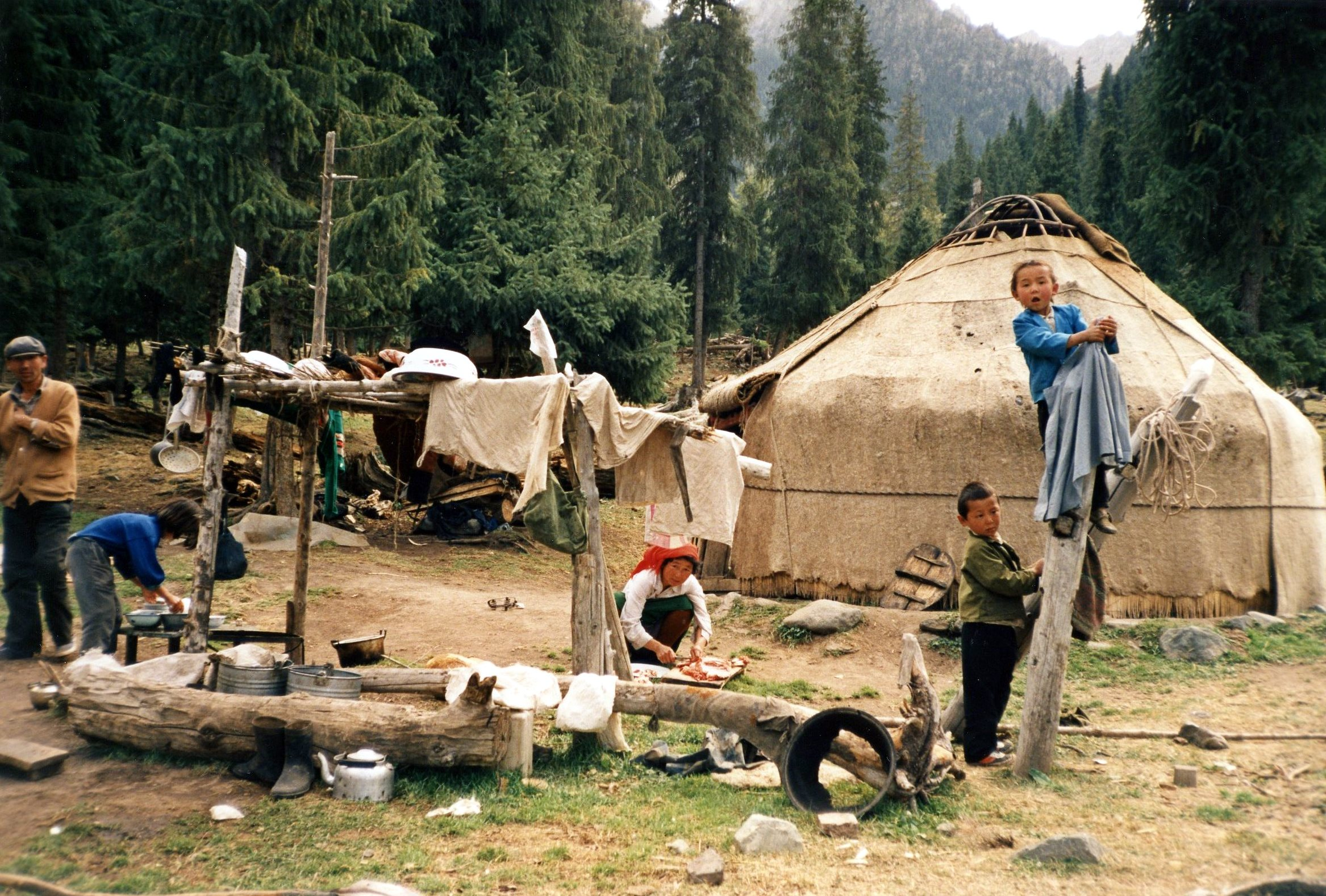
Représentants de la diaspora kazakhe en Chine
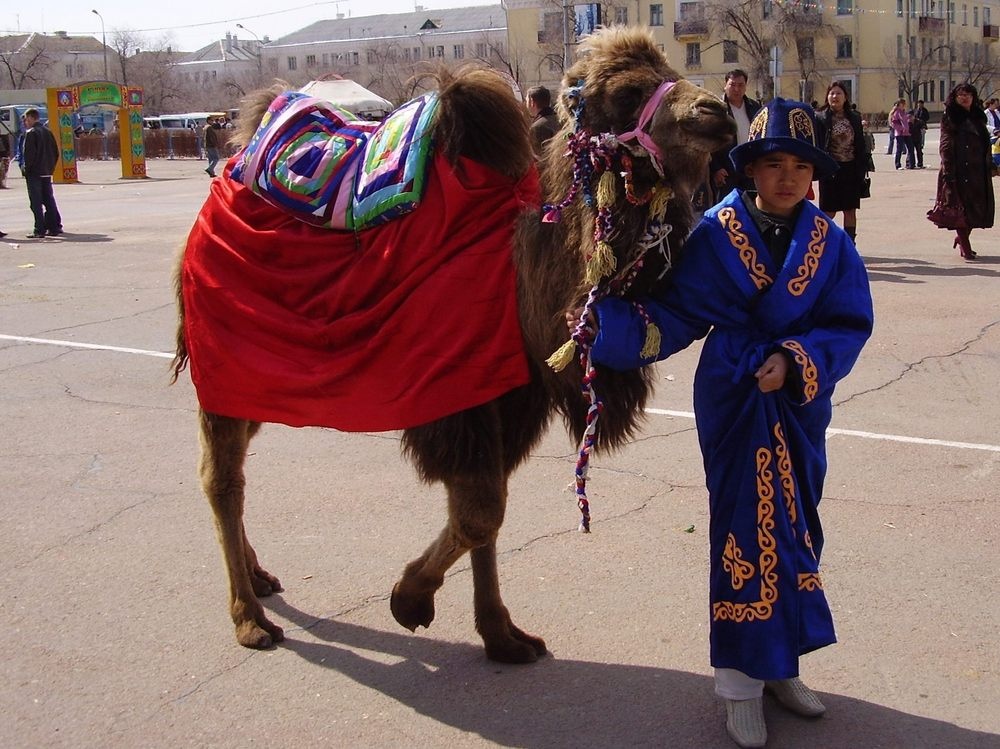
Garçon kazakh en costume national lors de la célébration de Nauryz à Baïkonour
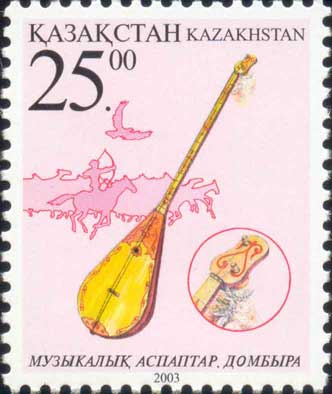
Dombra sur un timbre-poste de la République du Kazakhstan